# Mauritshuis
La Mauritshuis (littéralement la « Maison de Maurice » en néerlandais), officiellement dénommée Cabinet royal de peintures (Koninklijk Kabinet van Schilderijen), est un musée néerlandais situé à La Haye. Le musée abrite le Cabinet royal des peintures qui comprend 854 objets, principalement des peintures de l'âge d'or de la peinture néerlandaise. La collection contient notamment des œuvres de Johannes Vermeer, Rembrandt, Jan Steen, Paulus Potter, Frans Hals, Jacob van Ruisdael, Hans Holbein le Jeune.
Le bâtiment datant de 1644, à l'origine un hôtel particulier construit par les architectes renommés Jacob van Campen et Pieter Post, est à l'origine la résidence du comte et gouverneur général Jean-Maurice de Nassau-Siegen. Il a été imité à de nombreuses reprises. Il appartient aujourd'hui à l'État néerlandais et est répertorié dans le classement des 100 plus beaux bâtiments historiques du pays depuis 1990.

## Histoire

### Construction
En 1631, Jean-Maurice de Nassau-Siegen, cousin du stathouder Frédéric-Henri d'Orange-Nassau, à l'époque officier de l'armée néerlandaise, plus tard gouverneur général de la Nouvelle-Hollande, le Brésil néerlandais, achète un terrain bordant le Binnenhof et l'étang adjacent du Hofvijver, à La Haye, à cette époque le centre politique des Provinces-Unies, près du Parlement qui siège au Binnenhof.
Entre 1636 et 1641, pendant le mandat de gouverneur de Jean-Maurice de la Nouvelle-Hollande (Brésil), éphémère possession hollandaise en Pernambouc, le Mauritshuis est construit sur ce terrain dans le style classique hollandais par les architectes  Jacob van Campen et Pieter Post, qui commencent à imaginer le bâtiment dès 1633.
Van Campen laisse la construction à Post. Celle-ci prend du temps : du fait de l'absence de Jean-Maurice, il n'y a pas urgence, et il n'a pas été permis de le démolir le pont, situé à l'endroit où se trouve le bâtiment actuel avant qu'un nouveau pont soit construit, avec une nouvelle porte donnant sur le Binnenhof, l'actuelle Mauritspoort.

#### Style architectural

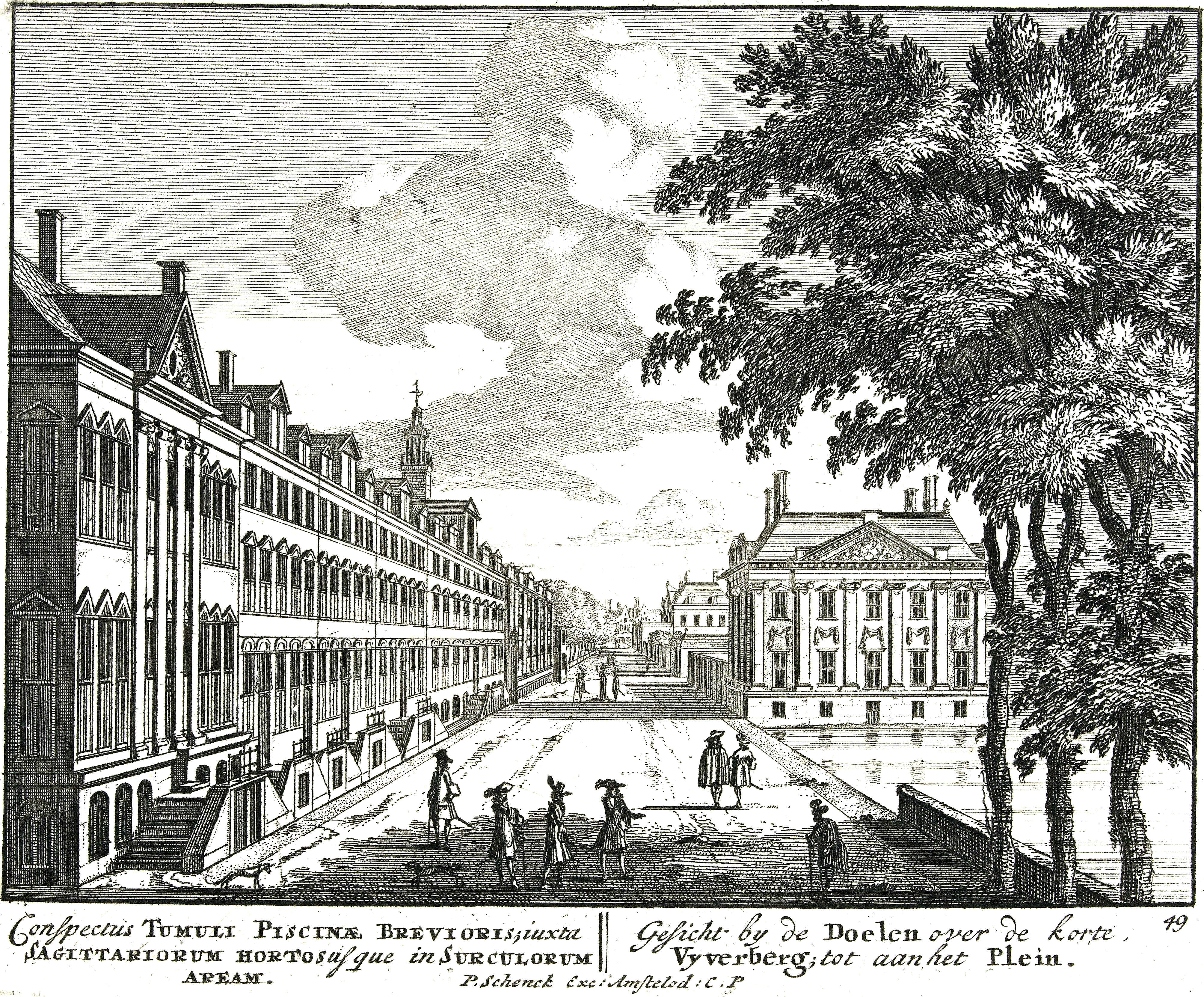
Gravure de Peter Schenk l'Ancien d'après un dessin de Jan van Call, le Mauritshuis vers 1700 avec le Huygenshuis construit dans le même style en arrière-plan.

Le bâtiment carré se dresse au-dessus du sol sur un haut socle. La façade présente une corniche, soutenue de chaque côté par un ordre colossal de colonnes ioniques avec une volute au niveau des chapiteaux. Le toit courbé et l'utilisation de la brique sont typiquement hollandais. La partie centrale, en pierre naturelle, avec un risalite, ressemble à un temple romain. Ce style architectural est souvent utilisé par les adeptes des idéaux de la Renaissance. Des festons sont situés uu-dessus des fenêtres et un fronton à l'avant avec les armoiries de la famille et à l'arrière avec une scène de bataille sculptée en relief par Pieter Adriaensz. 't Hooft.

#### Intérieur
Le bâtiment est divisé en deux étages avec un appartement sur le côté gauche et un sur le côté droit. Une grande salle est construite à l'arrière, à la fois sur le rez-de-chaussée et le premier étage, donnant sur le Hofvijver. À l'origine, cette salle avait un dôme, qui a été détruit dans l'incendie de 1704.
Le bâtiment à deux étages est strictement symétrique ; à l'origine, l'intérieur comprend quatre appartements en plus de la grande salle. Chaque appartement est conçu avec une antichambre, une chambre, un cabinet et un vestiaire.

### Jardin
Le Mauritshuis avait un jardin devant, qui s'étendait jusqu'au Huygenshuis et au coin de la rue, le long des douves de la cour de l'époque. Le terrain est prêté au Mauritshuis par le brevet des États du 25 février 1636, à condition qu'il reste non aménagé et entretenu.
Le jardin est conçu par Maurits Post. Il comprend un pavillon, un belvédère sur une colline artificielle et plusieurs statues. Depuis le Mauritshuis, le jardin est accessible par un passage souterrain sous la route. En 1808, ce passage souterrain est fermé et désaffecté en raison d'un manque d'entretien.
Au XIXe siècle, le jardin disparait avec la construction du bâtiment du ministère des Colonies, du bâtiment de la Cour suprême et de l'extension de la Chambre des représentants, qui le remplacent.

### Résidence d'État

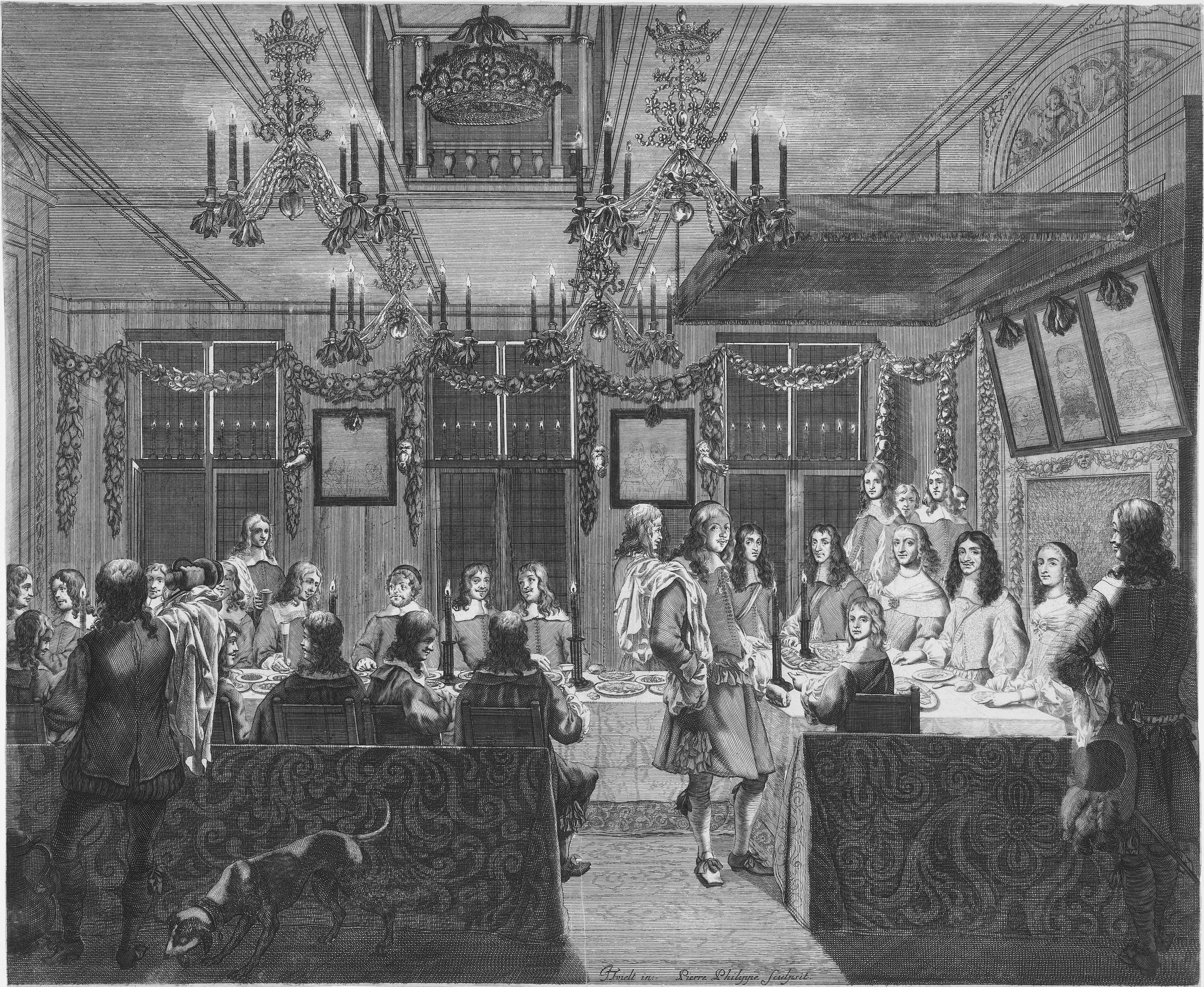
Pieter Philippe d'après un dessin de Jacob Toorenvliet, Banquet aux chandelles pour le roi anglais Charles II au Mauritshuis le 19 février 1660.

En 1647, Jean Maurice s'installe en Brandebourg-Prusse, où il devient stathouder de Clèves pour le prince de Brandebourg. Il n'utilise plus son palais de La Haye que lors de visites diplomatiques et le loue comme résidence d'État pour les invités de haut rang des États de Hollande et de Frise-Occidentale. En 1660, un grand banquet y est offert au roi d'Angleterre Charles II dans le cadre du Dutch Gift, le don d'une collection de 24 peintures, principalement de la Renaissance italienne, quatre de maîtres néerlandais et douze sculptures classiques, promise au roi lors d’une fête au Mauritshuis en mai 1660, pour marquer son retour au pouvoir lors de la Restauration Stuart.
Après la mort du prince Jean-Maurice en 1679, le Mauritshuis est acheté par le créancier hypothécaire de La Haye Gerrit Maes, qui continue à le louer à l'État.

### Incendie de 1704 etXVIIIesiècle

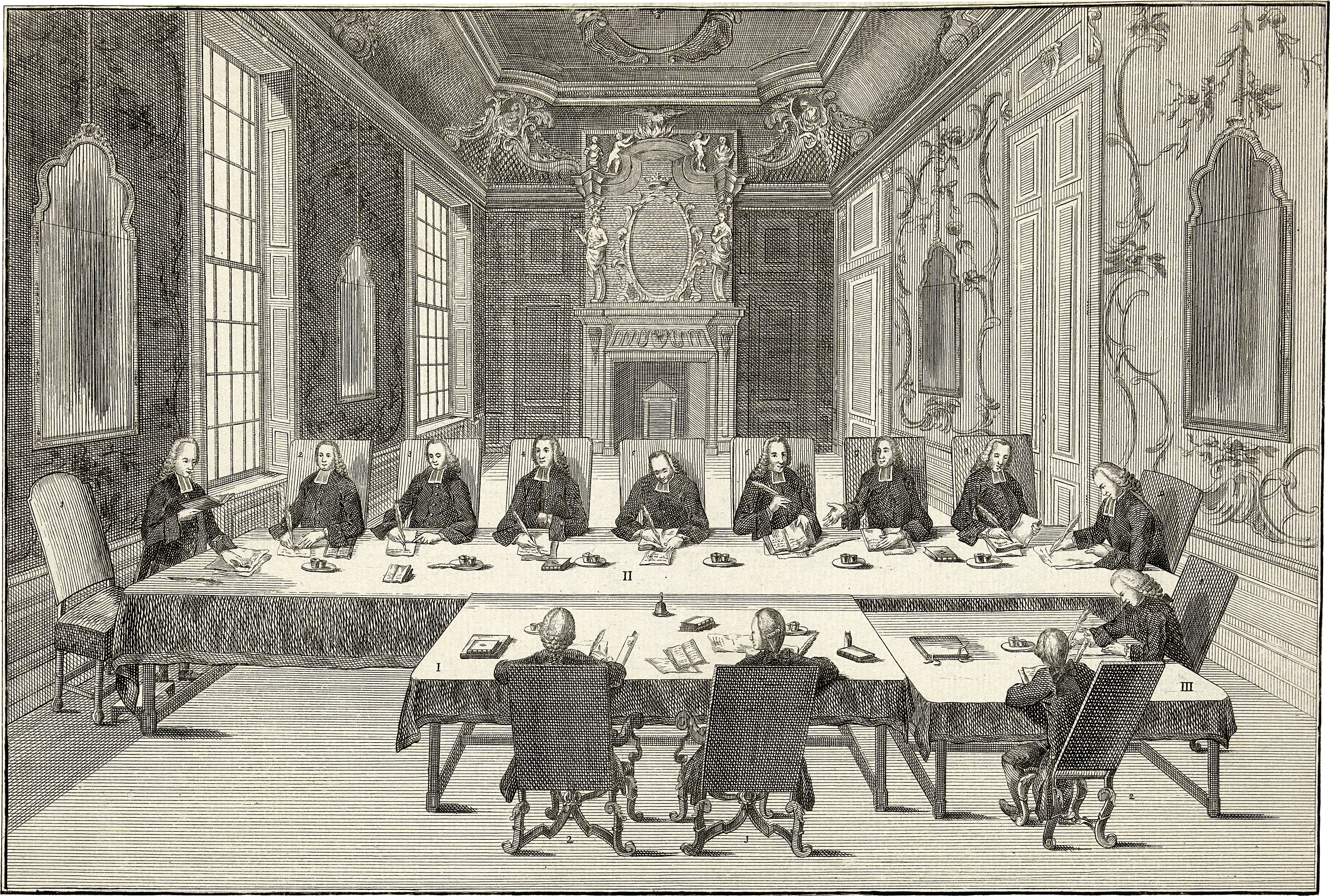
Hendrik Nieuwenhuysen, Réunion du Comité pour l'amélioration des psaumes des États Généraux au Mauritshuis en 1773.

En 1704, le général anglais John Churchill (1er duc de Marlborough) séjourne quelque temps au Mauritshuis, alors résidence d'État, lorsqu'il visite La Haye dans le cadre de consultations concernant la guerre de Succession d'Espagne.Le soir après son départ, peu avant Noël, le Mauritshuis brûle complètement. Seuls les murs et les caves restent intacts. Une loterie est organisée par les héritiers de Gerrit Maes pour financer la reconstruction. Celle-ci dure dix ans et d'acheve en 1718. La salle du rez-de-chaussée est décorée dans le style Louis XIV avec des peintures murales et un plafond de Giovanni Antonio Pellegrini. Les décorations sont réalisées avec des feuilles de laiton et des feuilles d'or. La salle de réception est alors nommée la Salle Dorée.
Les États de Hollande louent de nouveau le bâtiment. Pendant le reste du XVIIIe siècle, le Conseil militaire suprême y tient ses sessions. En 1773, des réunions ont lieu 121 fois pour arriver à la nouvelle traduction des psaumes, dite de 1773, psaumes qui sont encore utilisés aux Pays-Bas et y ont été introduits cette même année par ordre des États généraux des Provinces-Unies. La Compagnie néerlandaise des Indes occidentales s'y installe également.

### Aménagement en musée

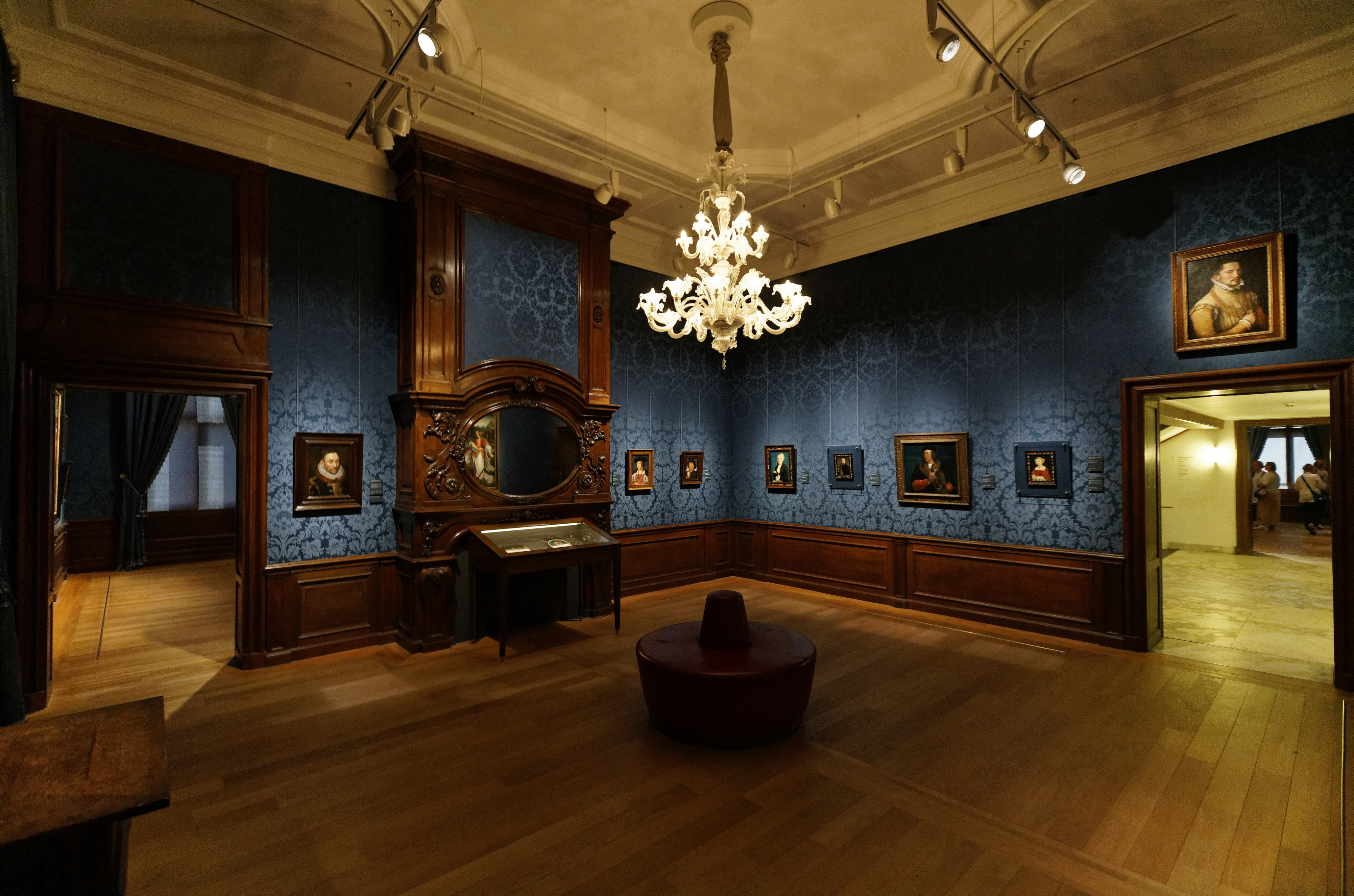
Salle 7 du musée.

En 1807, la Bibliothèque royale s'installe au Mauritshuis, suivie en 1816 par le nouveau Cabinet royal des monnaies. Ils déménagent ensemble dans la Huis Huguetan sur Lange Voorhout en 1821.
En 1774, une galerie d'art ouverte au public est créée dans ce qui est aujourd'hui la Galerij Prins Willem V (galerie Prince Guillaume V). Cette collection est saisie par les Français en 1795 et récupérée seulement partiellement en 1808. L'espace restreint de la galerie s'avère rapidement trop petit : en 1820, l'État néerlandais décide d'acheter le Mauritshuis aux enchères dans le but d'abriter le Cabinet royal de peinture. Le bâtiment est rénové par l'architecte Charles Vander Straeten. En 1821, le Cabinet royal des raretés, qui se trouvait auparavant sur Buitenhof, est installé à l'étage inférieur. Le Cabinet royal des peintures, auparavant hébergé dans la galerie Prince Guillaume V, est installé à l'étage supérieur. En 1822, le Mauritshuis est ouvert au public. Le Cabinet des raretés quitte le Mauritshuis en 1875.

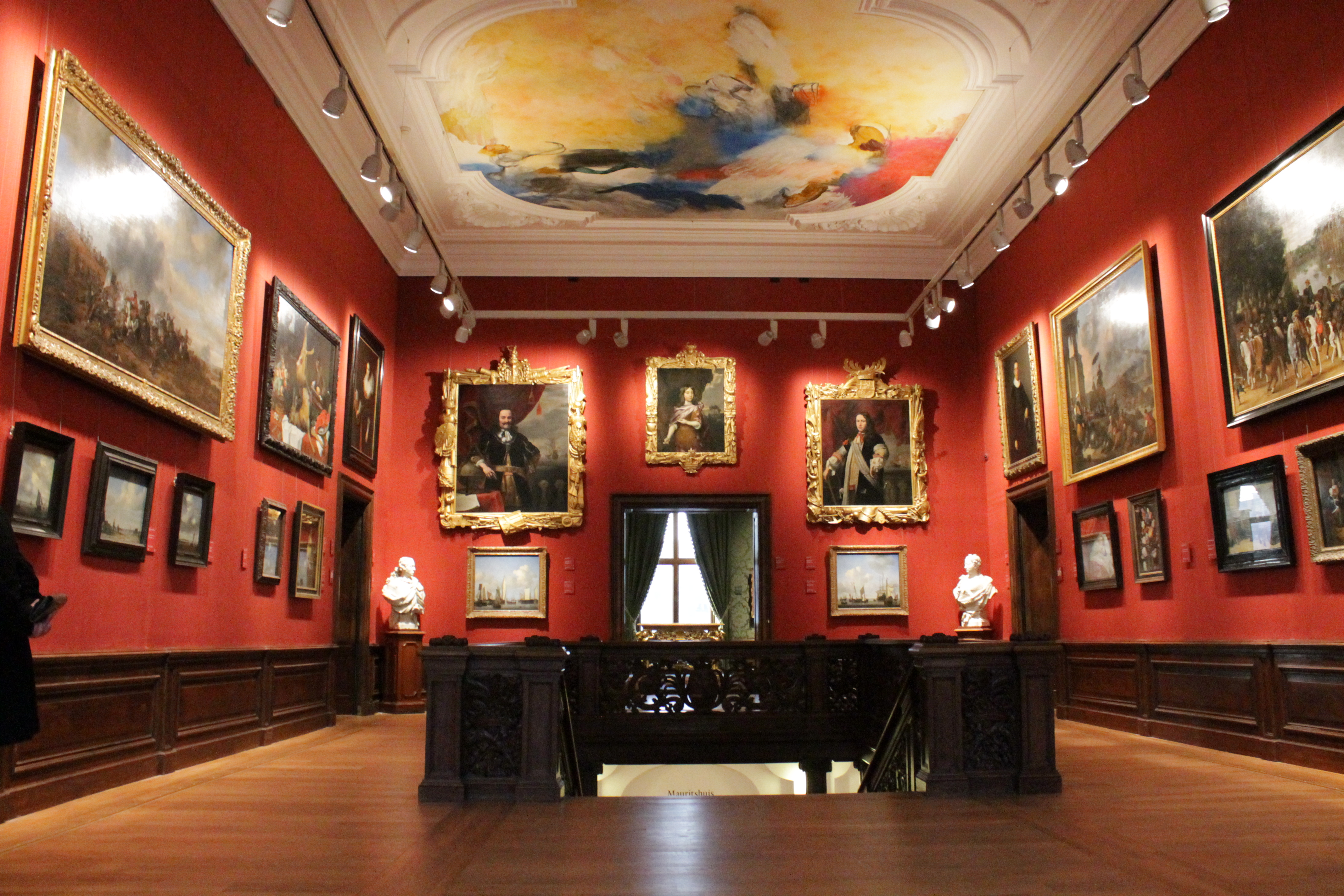
Escalier avec Icare Atlanticus : Allégorie de la vanité de l'homme de Ger Lataster au plafond.

En 1912, un ensemble de peintures de plafond du XVIIIe siècle de Jacob de Wit provenant de la Huis van Leyden est installé dans la Potterzaal,la grande salle du premier étage. La cheminée de cette pièce est réalisée par Jan Baptist Xavery ; elle sera transférée au Rijksmuseum Amsterdam.
En 1939, en raison de la situation politique, la cave est renforcée pour devenir le kunstbunker Mauritshuis, où les œuvres d'art peuvent être stockées en cas de guerre.
En 1987, une peinture au plafond est installée dans la cage d'escalier, au niveau du premier étage. Le tableau Icare Atlanticus : Allégorie de la vanité de l'homme est réalisé par Ger Lataster.
Le 4 juin 1987, le Mauritshuis est rouvert avec une extension de 700 mètres carrés de surface au sol sous le parvis, où est hébergé un grand dépôt.

### Restaurations

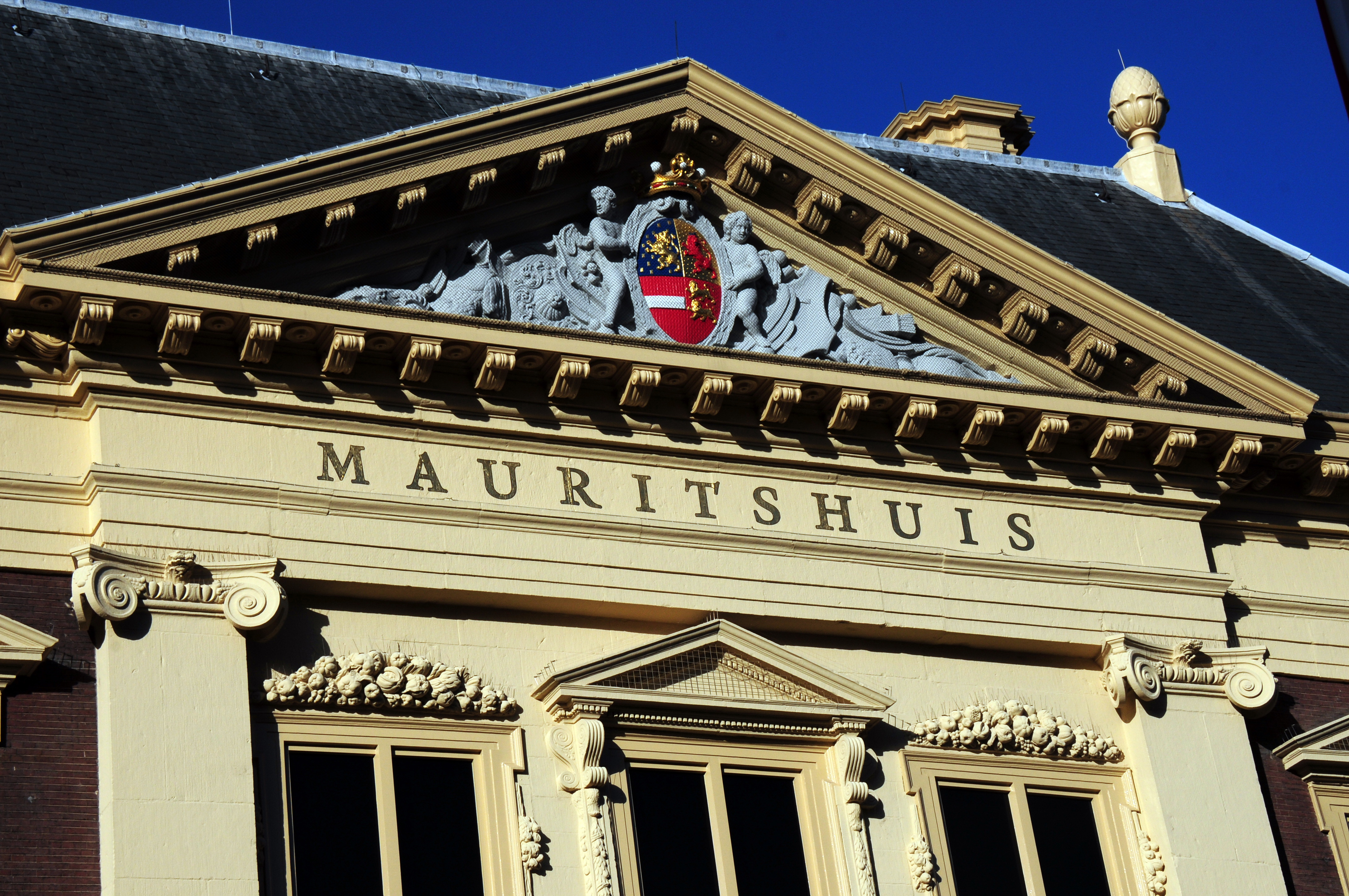
Fronton après la restauration.

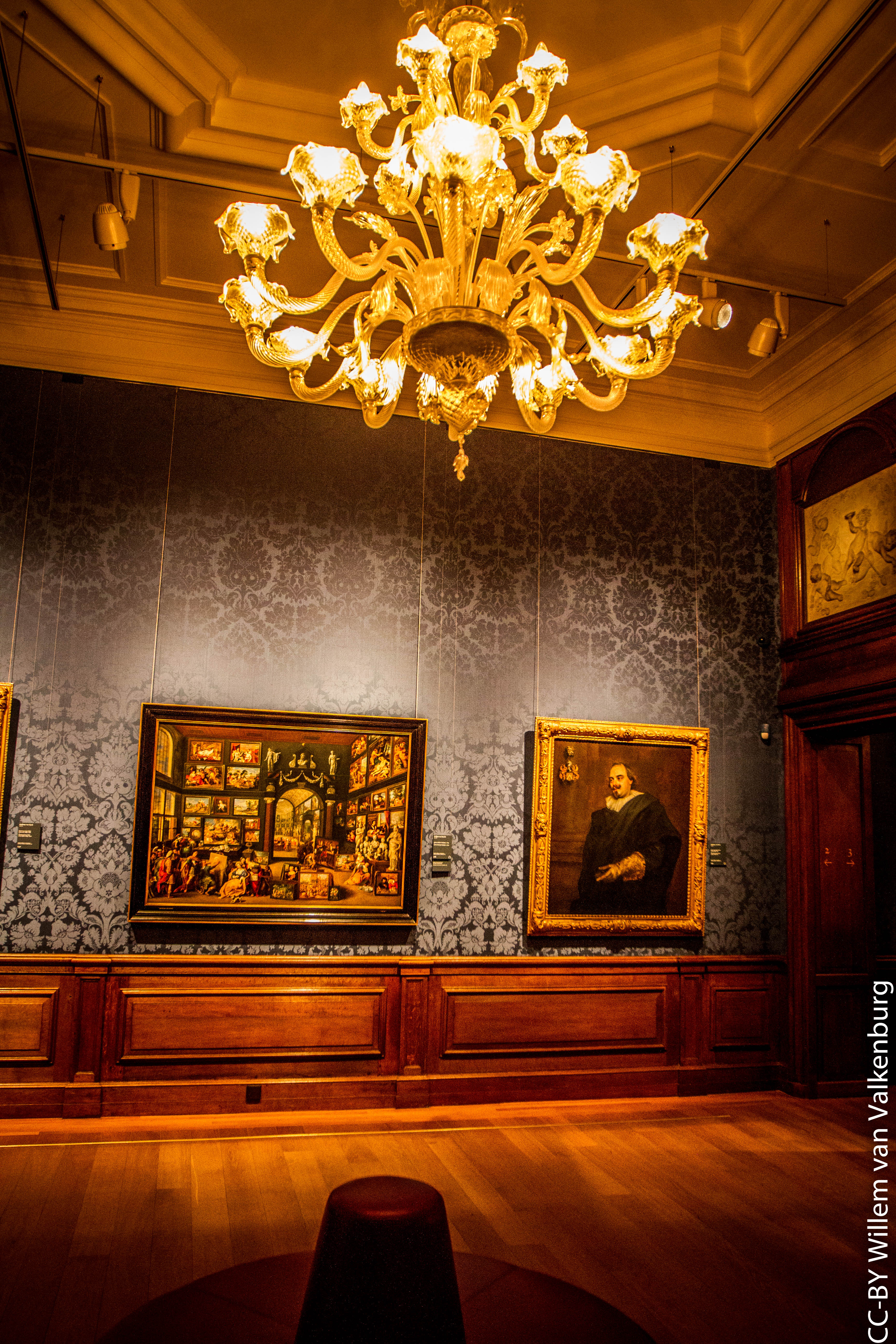
Salle 2.

En 1997, le toit est équipé de quatre cheminées selon le projet original. Les cheminées sont des copies qui, en raison de la charge sur la structure du toit, sont réalisées en polyester avec l'apparence de grès ciselé.
La rénovation commence en 2012 et se termine en 2014. La conception est réalisée par Hans van Heeswijk. Pendant la rénovation, environ 100 peintures du musée sont exposées au Musée d'Art de La Haye dans le cadre de l'exposition Highlights Mauritshuis. Une cinquantaine d'autres tableaux, dont La Jeune Fille à la perle, sont prêtés pour des expositions aux États-Unis et au Japon. Le musée agrandi rouvre le 27 juin 2014, inauguré par le roi Willem-Alexander.
En 2013, les fenêtres à croisées sont restaurées : la disposition hexagonale de style Empire avec des fenêtres coulissantes est remplacée par une division en quatre parties basée sur la conception du XVIIe siècle de Pieter Post avec du verre étiré. En 2014, la Salle Dorée est restaurée et tous les murs de la salle sont recouverts de tentures murales en soie. Le rez-de-chaussée est recouvert avec du tissu bleu, l'étage avec du tissu vert et la cage d'escalier avec du tissu rouge. Depuis 2014, le Mauritshuis est éclairé par des lampes projecteur : ainsi, les fenêtres restent sombres et ne reflètent pas la lumière parasite. Les huit plus grandes salles sont équipées de lustres en verre de style vénitien du XVIIIe siècle. En 2013, la façade est repeinte d'une teinte jaunâtre pour imiter le grès de Bentheimer et grise pour imiter le marbre.

### Expansion
En 2007, le musée annonce sa volonté de s'agrandir. En trois ans, le projet définitif est présenté. Entre 2012 et 2014, le bâtiment d'angle Plein 26, de la société De Witte, est incorporé au Mauritshuis. Un passage entre les deux bâtiments est créé sous le Korte Vijverberg. Le dépôt sous le parvis est transformé en un hall spacieux et lumineux qui s'étend sous le bâtiment de la société De Witte, conçu par l'architecte Hans van Heeswijk. Les travaux commencent début 2012 ; le musée est fermé,.
Depuis lors, les visiteurs accèdent au musée par le parvis, où un ascenseur et des escaliers les conduisent au hall souterrain. L'accès au Mauritshuis se fait par un escalier qui part de sous la cage d'escalier. Le bâtiment d'angle sert d'aile d'exposition pour les expositions temporaires, d'espace de bureaux, de bibliothèque et d'atelier. Un service de restauration est disponible au rez-de-chaussée. Le Mauritshuis dispose d'un système de climatisation moderne dans le grenier ; les dépôts sont situés au sous-sol.

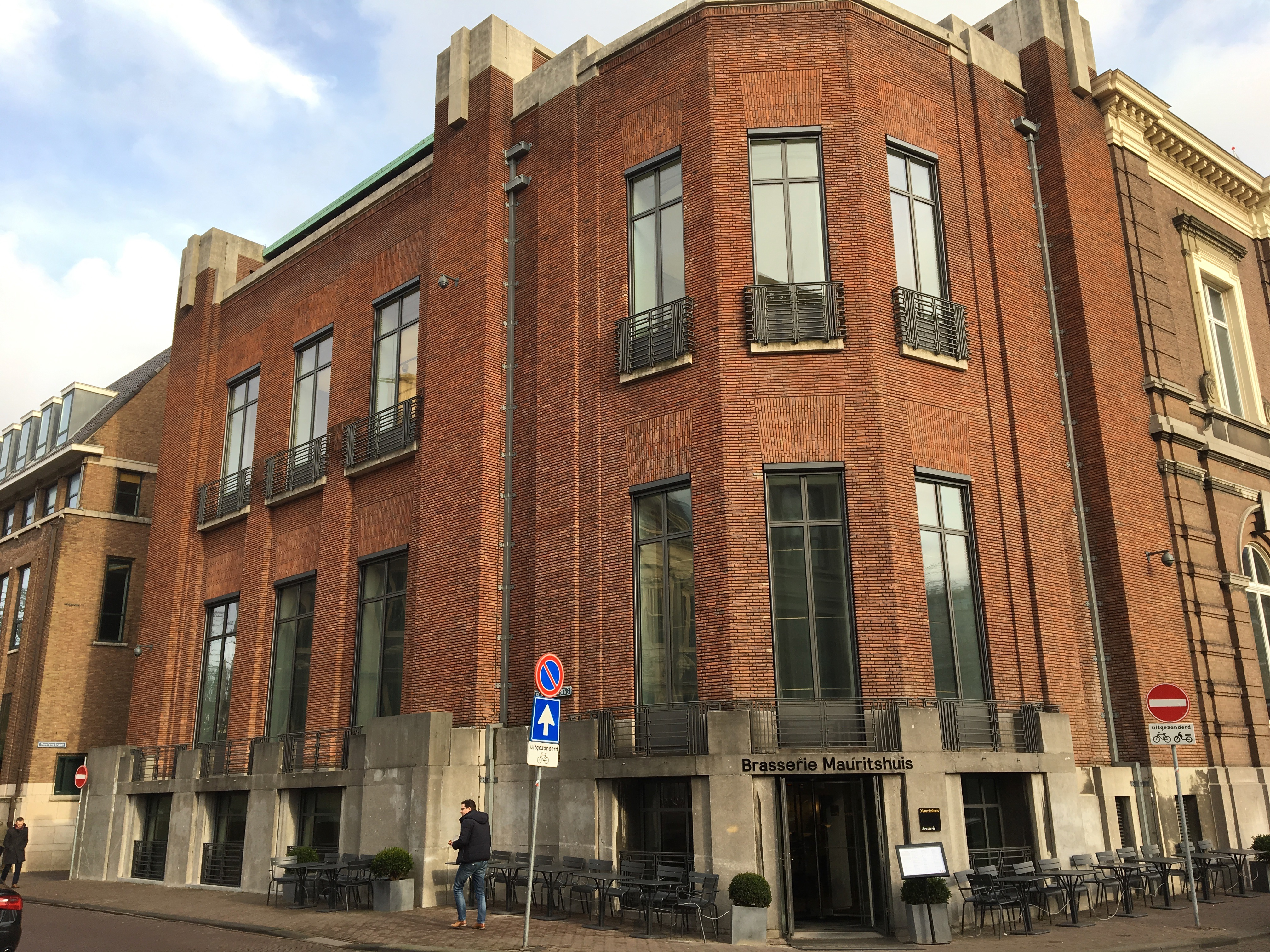
Plein 26
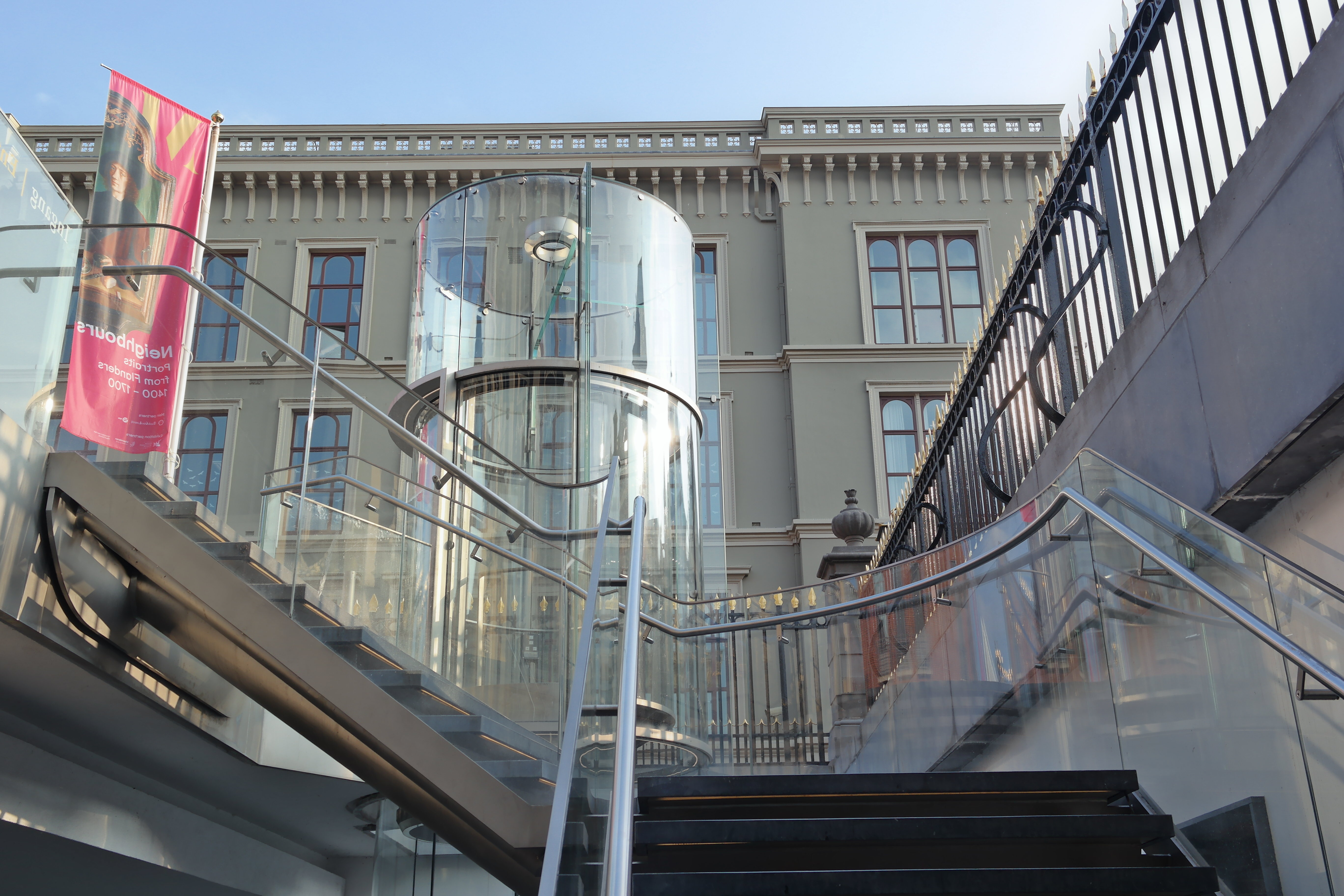
Entrée
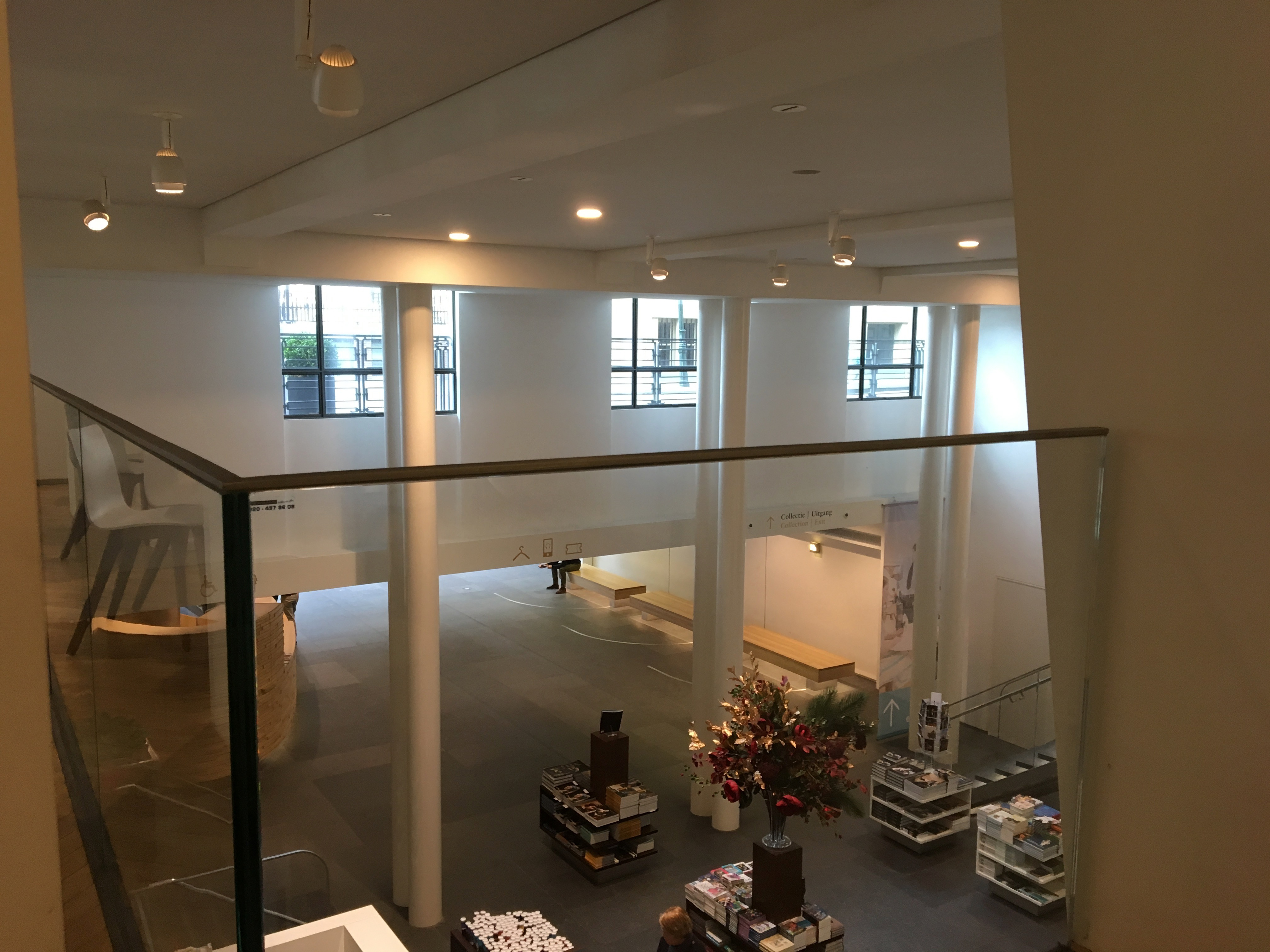
Hall

## Collection

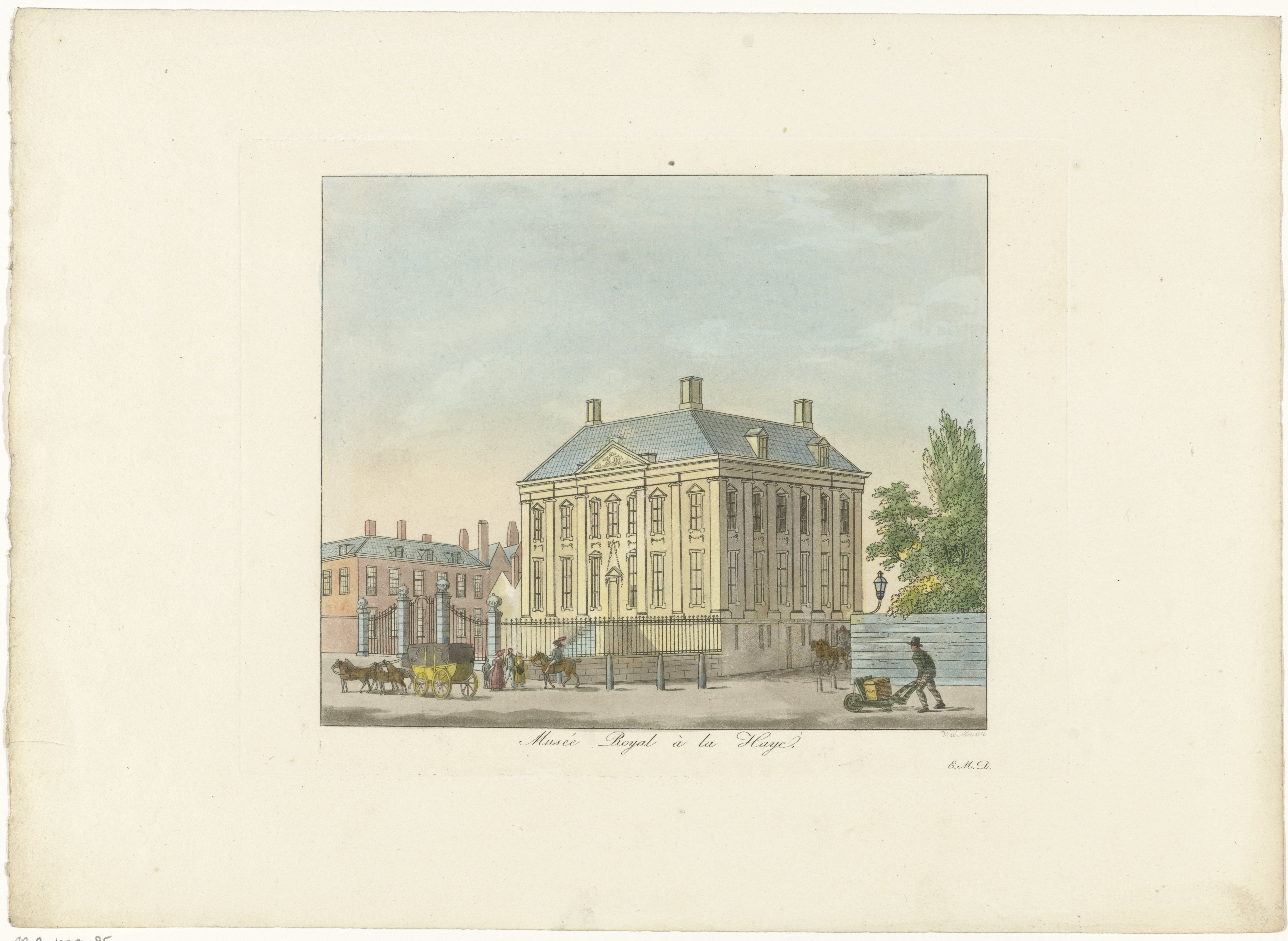
Le Mauritshuis entre 1816 et 1833.

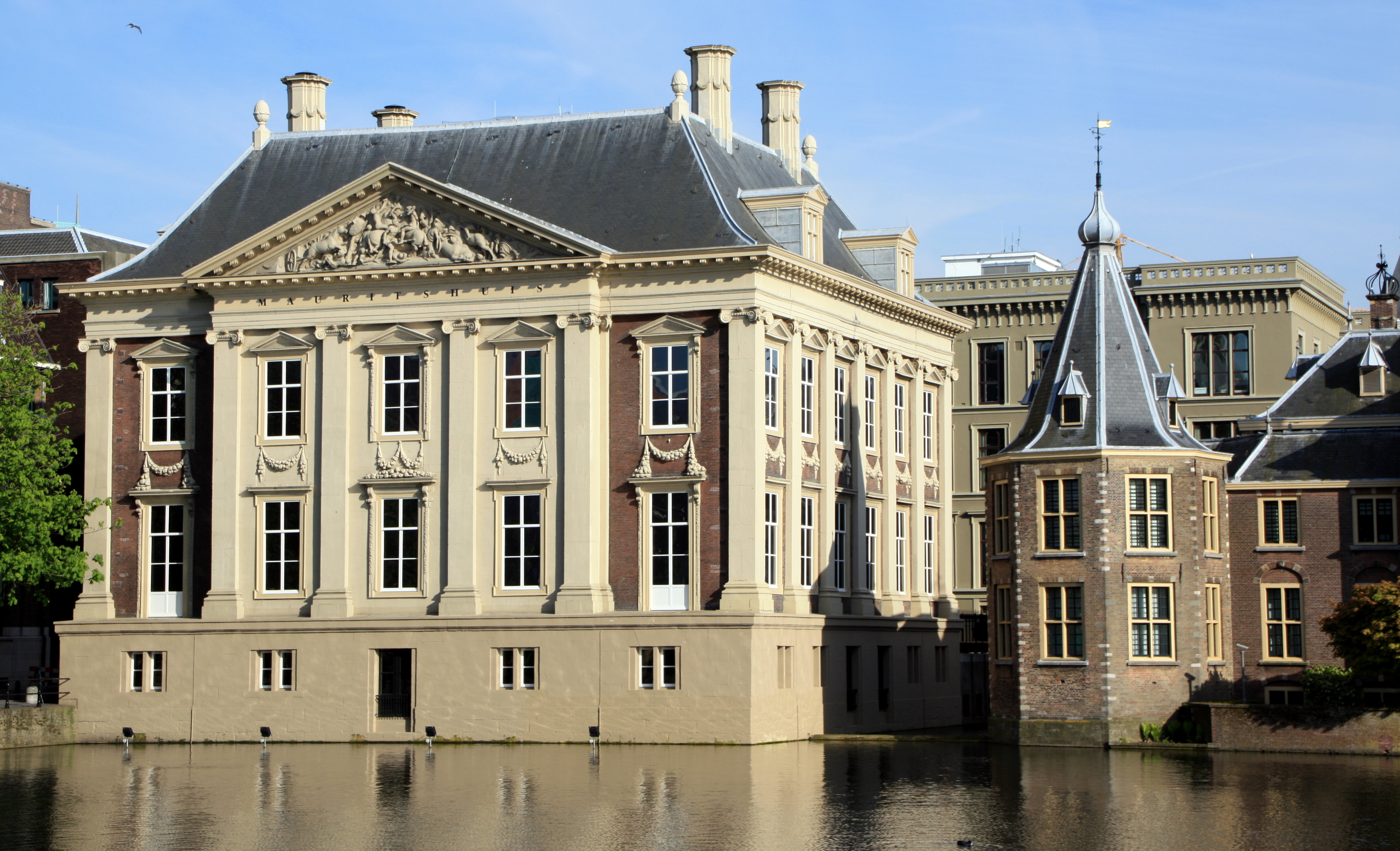
La façade du Mauritshuis au bord de l'eau, à côté du bureau du Premier Ministre dans la tourelle.

### Histoire
La collection de peintures du stathouder héréditaire des Pays-Bas Guillaume V d'Orange-Nassau, est offerte à l'État néerlandais par son fils, le roi Guillaume Ier. Cette collection constitue la base du Cabinet royal de peintures, qui comptait environ 200 tableaux ; elle se nomme actuellement « Royal Picture Gallery ».
Lorsque l'armée française envahit la République en 1795, la collection de peintures du stathouder Guillaume V est emportée à Paris comme butin de guerre. Après le Premier Empire, la plus grande partie est restituée au roi Guillaume Ier, qui la céda à l'Empire. Elle est d'abord hébergée, comme avant 1795, dans l'ancienne galerie du stadhouder, à côté de la porte de la prison.
En 1822, la collection de 200 tableaux est transférée au Mauritshuis. Le premier directeur est Johan Steengracht van Oostcapelle.
Vers 1838, le Cabinet de Peinture, en collaboration avec le Rijksmuseum Amsterdam, acquiert une partie du Pavillon Welgelegen à Haarlem, où est fondé, sous gestion conjointe, le Museum van Levende Nederlandsche Meesters (musée des Maîtres Hollandais vivants). Les tableaux dont les artistes sont décédés sont envoyés à La Haye ou à Amsterdam. Ce musée est fermé après la mise en service du bâtiment du Rijksmuseum d'Amsterdam en 1888.
En 1957, la Fondation Johan Maurits van Nassau est créée. L'objectif de cette fondation est de soutenir le musée dans l'élargissement de sa collection et dans l'organisation d'expositions et de publications. La fondation acquiert également elle-même des tableaux et les confient en prêt permanent au musée. En 1982, la Fondation des Amis du Mauritshuis est créée dans le but de collecter activement des fonds. En 1986, les deux fondations fusionnent.
En 1987, une organisation de bénévolat est créée pour offrir des visites guidées et pour gérer la boutique et le bureau d'information du musée.
En 1995, le Musée national Mauritshuis devient indépendant et se nomme désormais stichting Koninklijk Kabinet van Schilderijen Mauritshuis (Galerie royale de tableaux Mauritshuis). Il est désigné comme fondation à but non lucratif. Cette fondation prend en charge à la fois le bâtiment et la collection, qui lui est confiée en prêt à long terme. Le bâtiment, propriété de l'État, continue d'être loué par le musée. La fondation gère également le musée Prince William V, de l'autre côté de l'étang de la cour.

### Expositions
En 1996, a lieu une exposition de 22 tableaux de Johannes Vermeer, qui a accueilli plus de 460 000 visiteurs. Il s'agit de l'exposition la plus visitée du musée jusqu'en 2022.
En 2003, a lieu une exposition des œuvres de Hans Holbein le Jeune. Les peintures de Holbein se trouvent principalement à Londres et à Bâle. Le Mauritshuis en possède deux.
En 2016, le Mauritshuis a accueilli pour la première fois une exposition d’œuvres d’un artiste contemporain. Le Brésilien Vik Muniz a exposé pendant trois mois des copies de dos de tableaux célèbres.
Lors de la rénovation de 2012 à 2014, une partie de la collection a été hébergée au Musée d'Art de La Haye. Une autre partie, avec La Jeune Fille à la perle de Vermeer et Le Chardonneret de Carel Fabritius, rendu célèbre par le roman de Donna Tartt, a fait le tour du monde. Les expositions de Tokyo, Kobe, New York, San Francisco, Atlanta et Bologne ont été visitées par 2,2 millions de personnes. Selon la directrice du musée de l'époque, Emilie Gordenker, la tournée mondiale a renforcé le prestige international de la collection. Le musée a rouvert ses portes le 27 juin 2014. Au cours des douze mois qui ont suivi, jusqu’au 26 juin 2015 inclus, plus de 660 000 visiteurs l'ont visité.

### Collection actuelle
La collection actuelle comprend près de 800 peintures et se concentre sur des artistes néerlandais et flamands, tels que Pieter Brueghel l'Ancien, Paulus Potter, Peter Paul Rubens, Rembrandt, Jacob van Ruisdael, Johannes Vermeer et Rogier van der Weyden ; des œuvres de Hans Holbein y sont aussi présentes.
Le musée, composé de petites salles intimistes et de grands espaces d'exposition, renferme entre autres les peintures Vue de Delft et La Jeune Fille à la perle de Johannes Vermeer et La Leçon d'anatomie du docteur Tulp de Rembrandt, symboles du siècle d'or néerlandais en matière de peinture.

### Sélection d'œuvres

#### Primitifs flamands
- Hans Memling : Portrait d'un homme de la famille Lespinette (v. 1485-1490), huile sur bois, 30,1 × 22,3 cm
- Rogier van der Weyden : La Lamentation du Christ (v. 1460-1464), huile sur bois, 80,5 × 129,5 cm

#### Renaissance
- Jan Gossaert : Portrait de Floris van Egmond (v. 1519), huile sur bois, 39,8 × 29,3 cm
- Hans Holbein le Jeune : Portrait de Robert Cheseman (1533), huile sur bois, 58,8 × 62,8 cm
- Hans Holbein le Jeune : Portrait d'un noble avec un faucon (1542), huile sur bois, 25 × 19 cm

#### XVIIesiècle
- Willem van Aelst : Nature morte de fleurs avec une montre (1663), huile sur toile, 62,5 × 49 cm
- Pieter van Anraedt : Nature morte avec pichet et pipes (1658), huile sur toile, 67 × 59 cm
- Balthasar van der Ast : Nature morte de fruits avec coquillages (1620), huile sur bois, 46 × 64,5 cm
- Hendrick Avercamp : Scène de patinage (v. 1610), huile sur bois, 36 × 71 cm
- Nicolaes Berchem : Zeus enfant en Crète (1648), huile sur toile, 202 × 262 cm
- Abraham Bloemaert : Chariclée offrant la palme à Théagène (1626), huile sur toile, 157,2 × 157,7 cm
- Paul Bril : Paysage montagneux avec saint Jérôme (1592), huile sur cuivre, 25,7 × 32,8 cm
- Adriaen Brouwer : 
  - Bagarre paysanne, huile sur bois (1625-1626)
  - Fête paysanne, huile sur bois (1625-1626)
- Jan Brueghel l'Ancien et Peter Paul Rubens : Le Jardin d'Éden (v. 1617), huile sur bois, 74,3 × 114,7 cm
- Gerrit Dou : La Jeune mère (1658), huile sur bois, 73,5 × 55,5 cm
- Frans Hals : Jeune garçon riant (vers 1627), huile sur bois, 30,5 × cm
- Alexander Keirincx : Paysage forestier avec des nymphes (1625-1632)
- Judith Leyster : La Proposition (1631)
- Clara Peeters : Nature morte aux fromages, amandes et bretzels (vers 1615)
- Paulus Potter : Le Taureau (1647), huile sur toile, 235,5 × 339 cm
- Rembrandt : 14 œuvres, dont :
  - Autoportrait à l'âge de 63 ans (1669), huile sur toile, 64 × 58,2 cm
  - Homère (1663), huile sur toile, 107 × 82 cm
  - La Leçon d'anatomie du docteur Tulp (1632), huile sur toile, 169,5 × 216,5 cm
- Jan Steen :
  - La Mangeuse d'huîtres (1658-1660), huile sur toile
  - Ce que chantent les vieux, les jeunes le fredonnent (années 1660), huile sur toile
- Johannes Vermeer :
  - La Jeune Fille à la perle (v. 1665), huile sur toile, 44,5 × 39 cm
  - Vue de Delft (v. 1660-1661), huile sur toile, 96,5 × 115,7 cm
  - Diane et ses compagnes (v. 1655), huile sur toile, 97,8 × 104,6 cm
- Elias Vonck : Nature morte aux oiseaux morts, huile sur panneau, 35,5 × 54 cm

### Galerie d'œuvres du musée

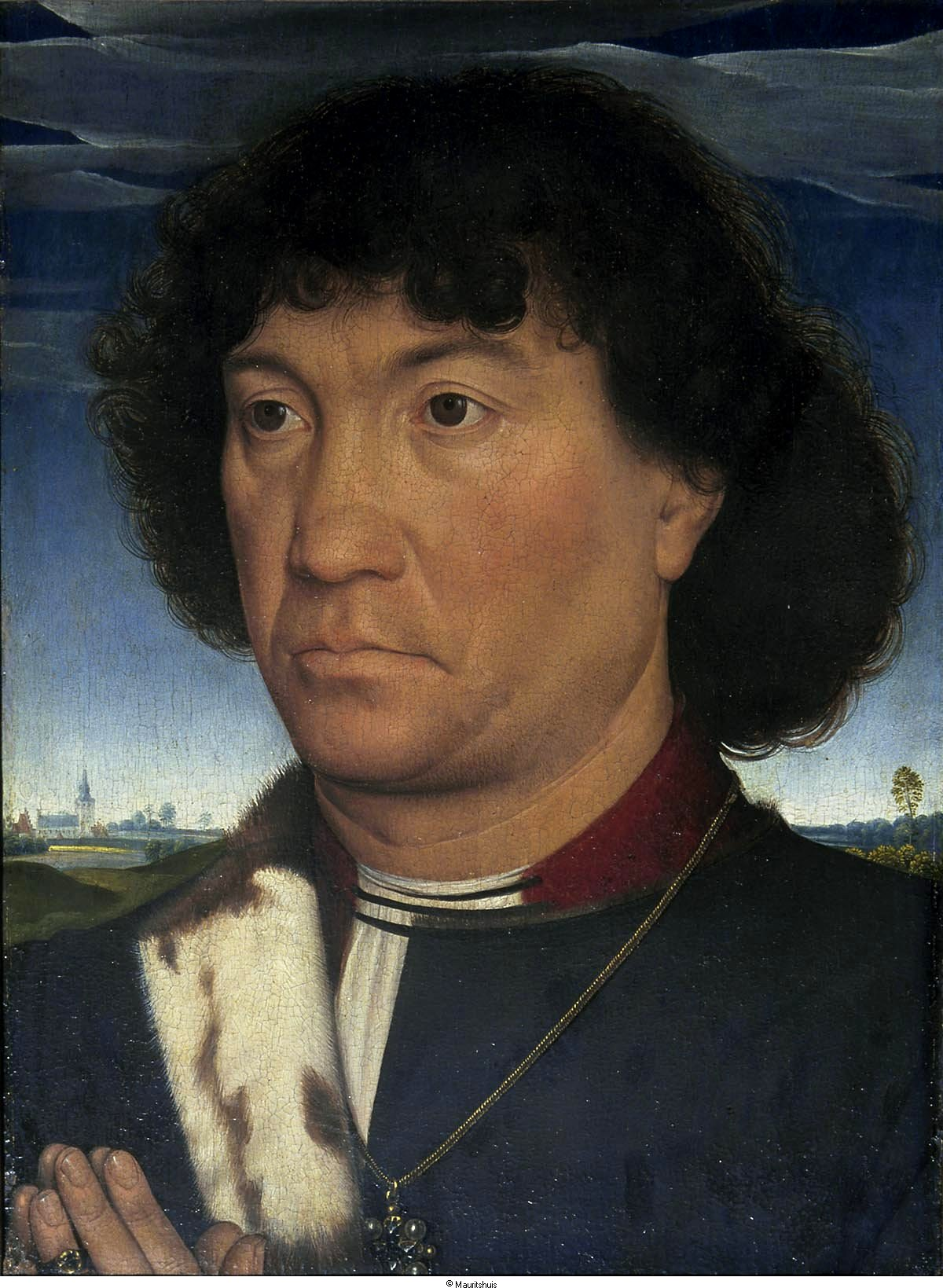
Hans Memling, Portrait d'un homme priant devant un paysage (vers 1480).
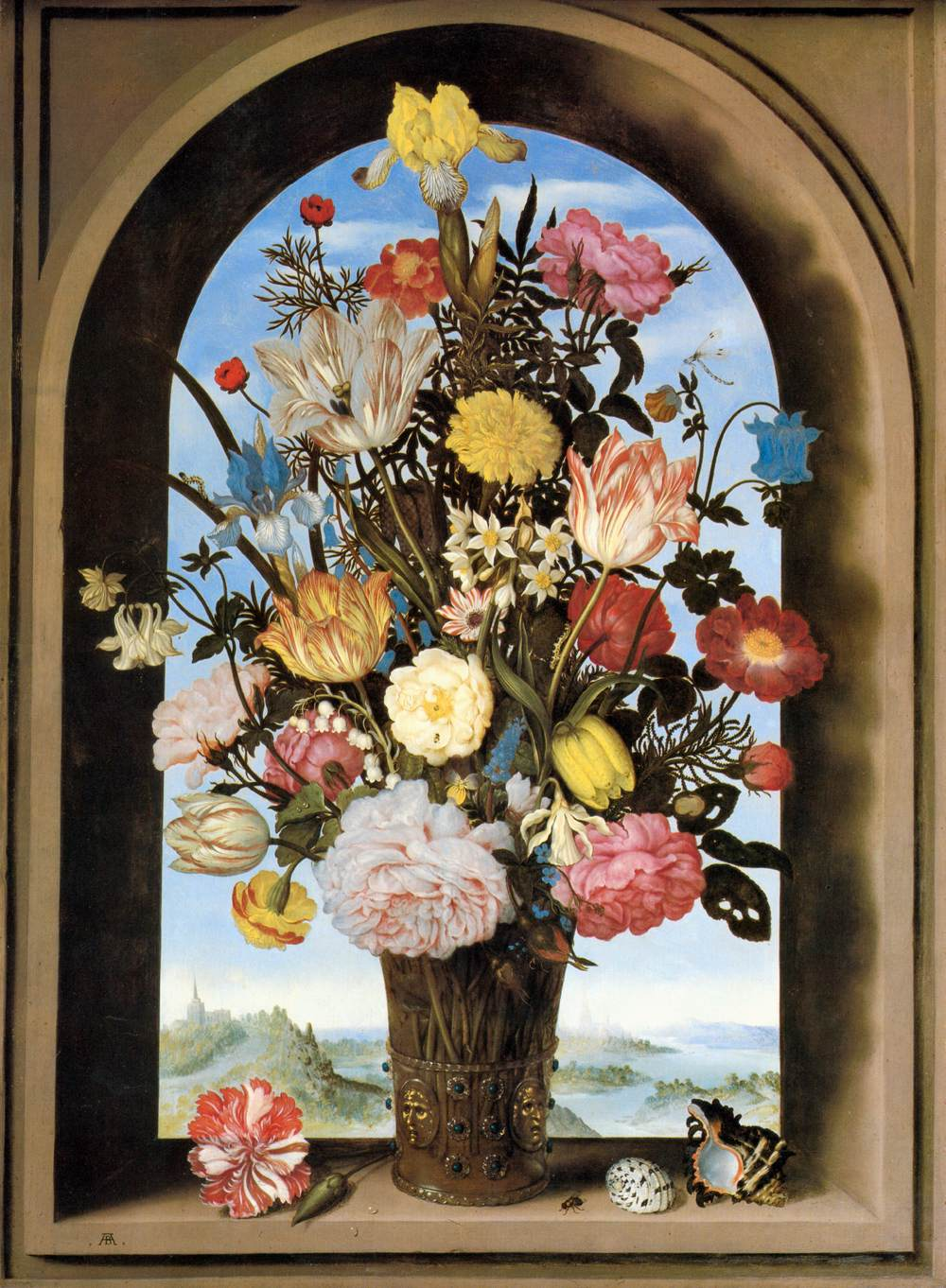
Ambrosius Bosschaert, Vase avec fleurs à la fenêtre (v. 1618).
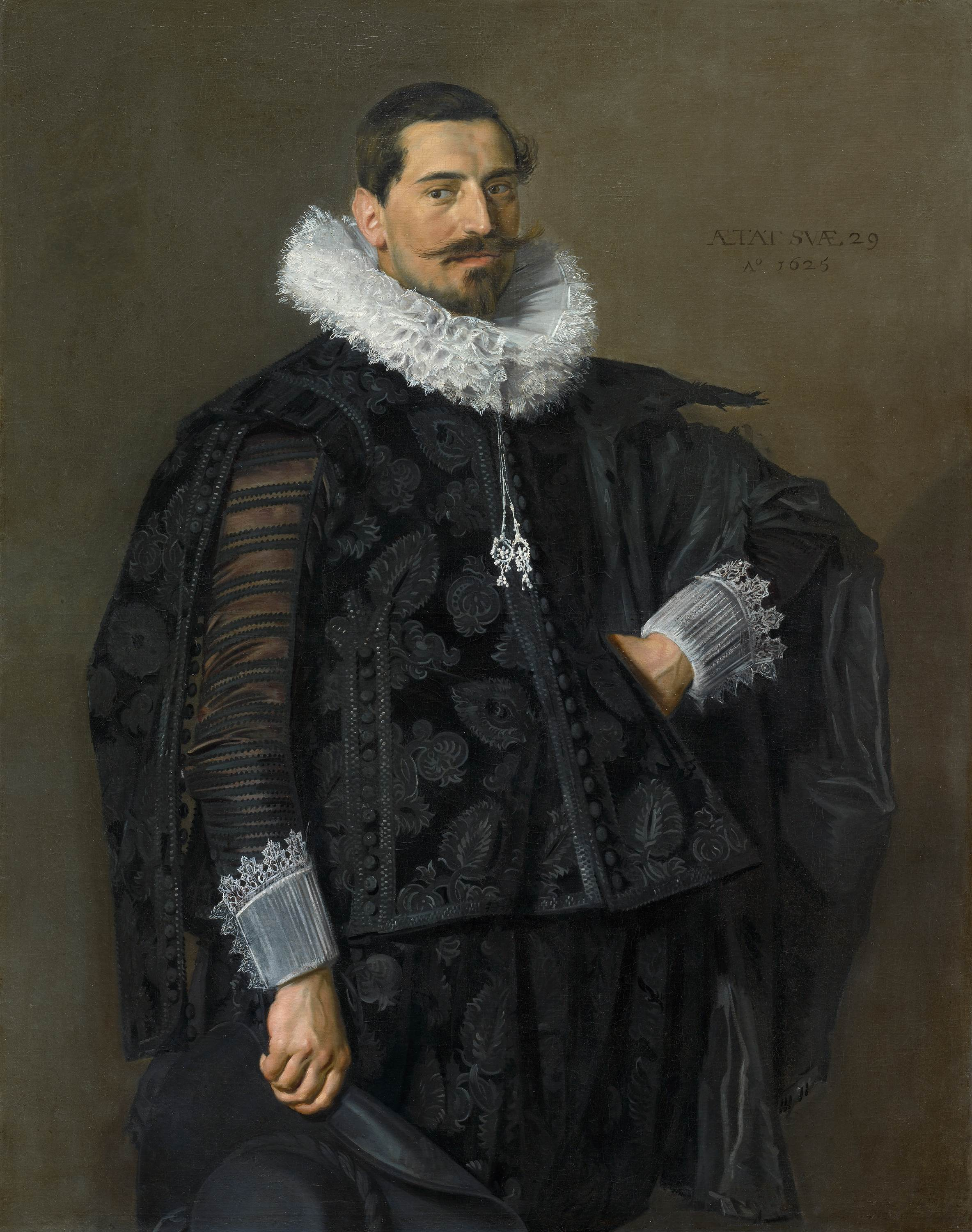
Frans Hals, Portrait de Jacob Olycan (1625).
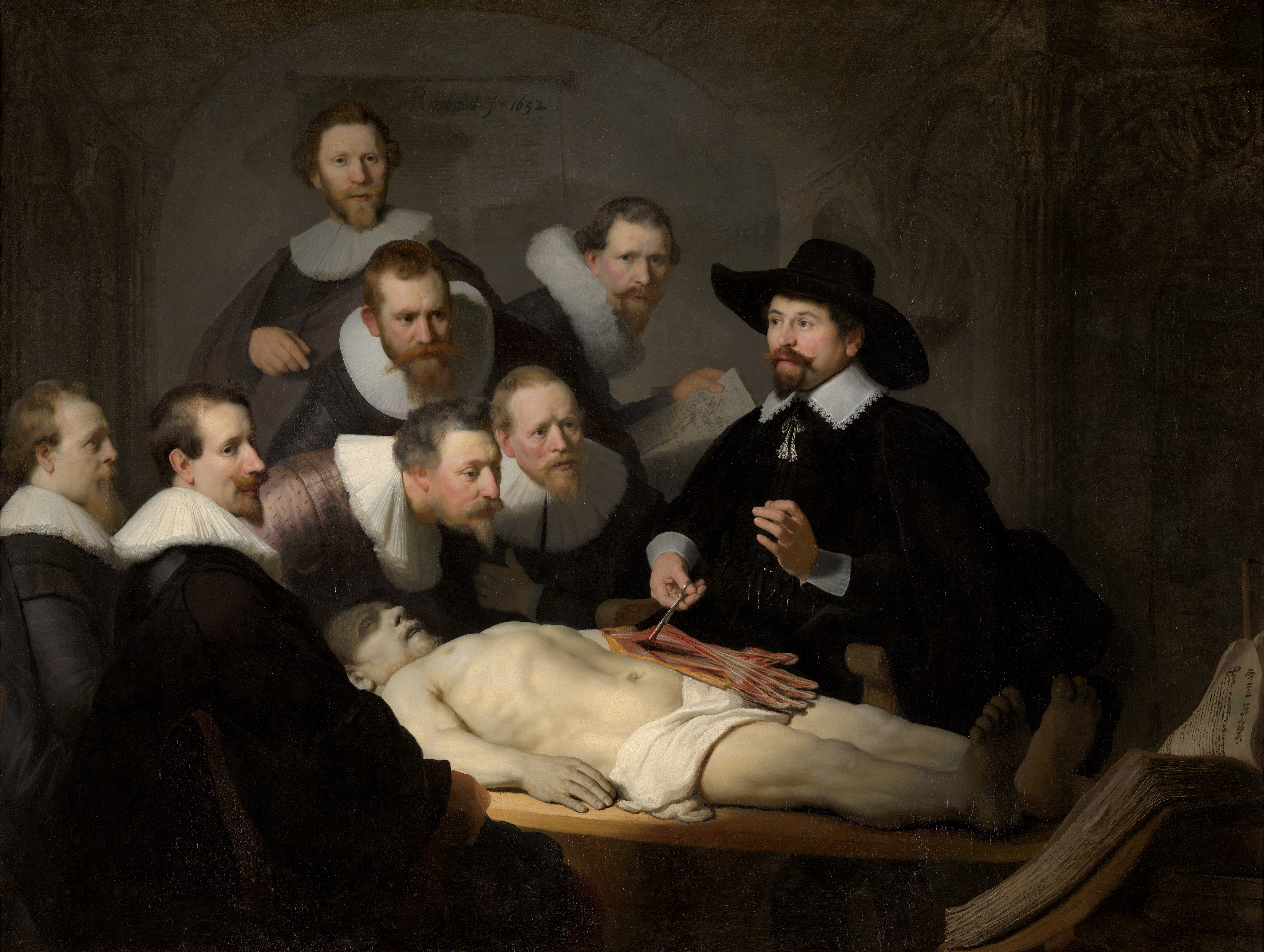
Rembrandt, La Leçon d'anatomie du docteur Tulp (1632).
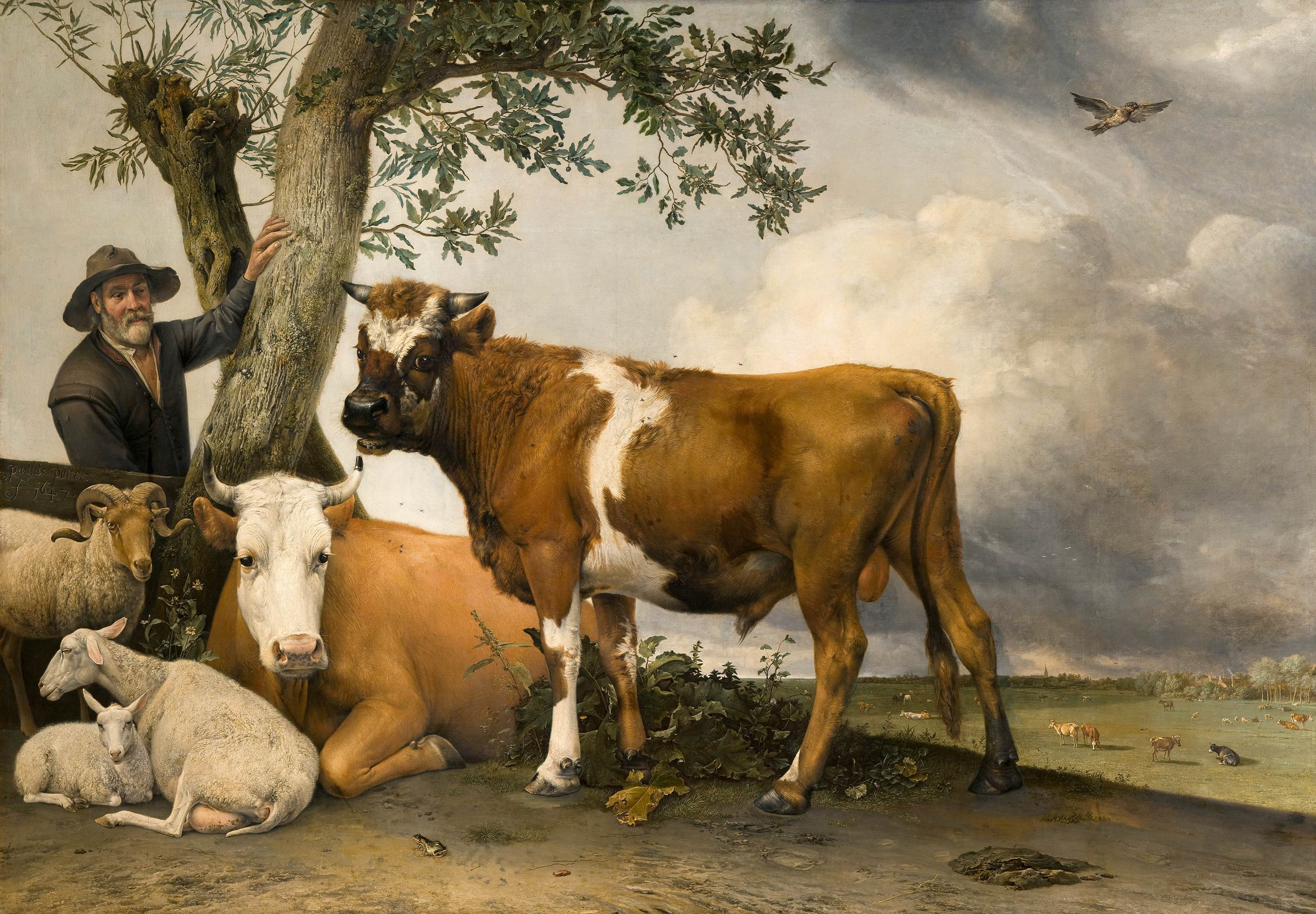
Paulus Potter, Le Taureau (1647).
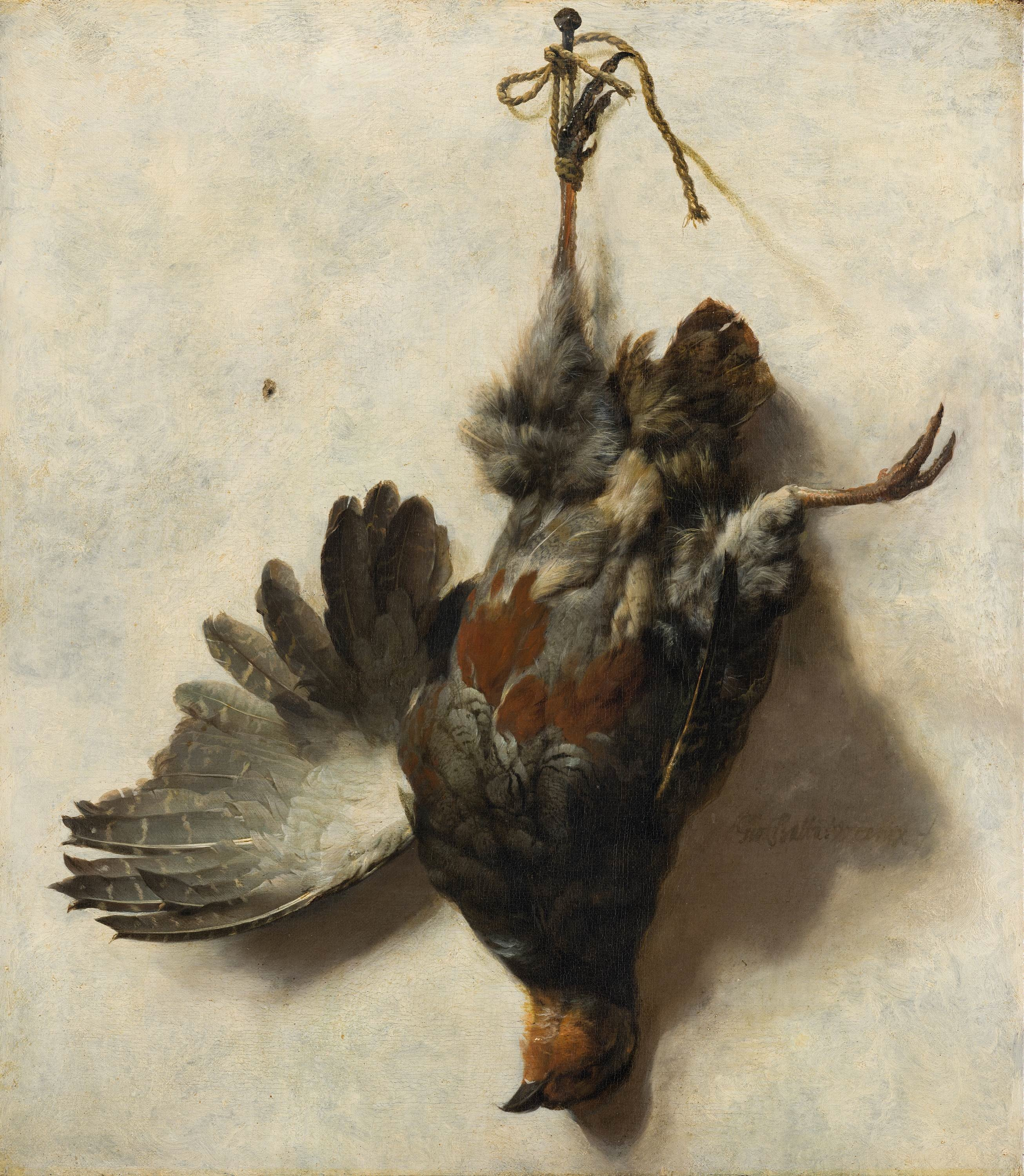
Jan Baptist Weenix, La Perdrix morte (1650-1652).
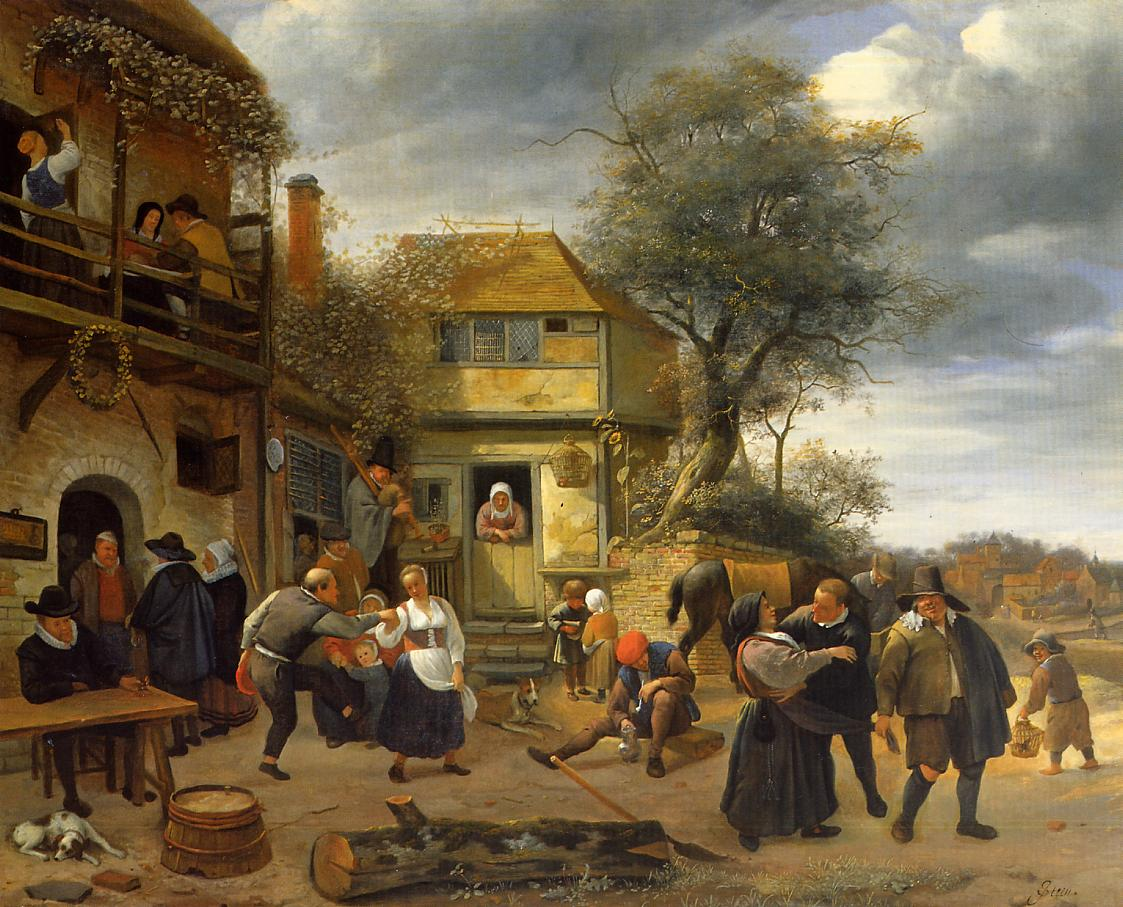
Jan Steen, Paysans devant une auberge (1653).
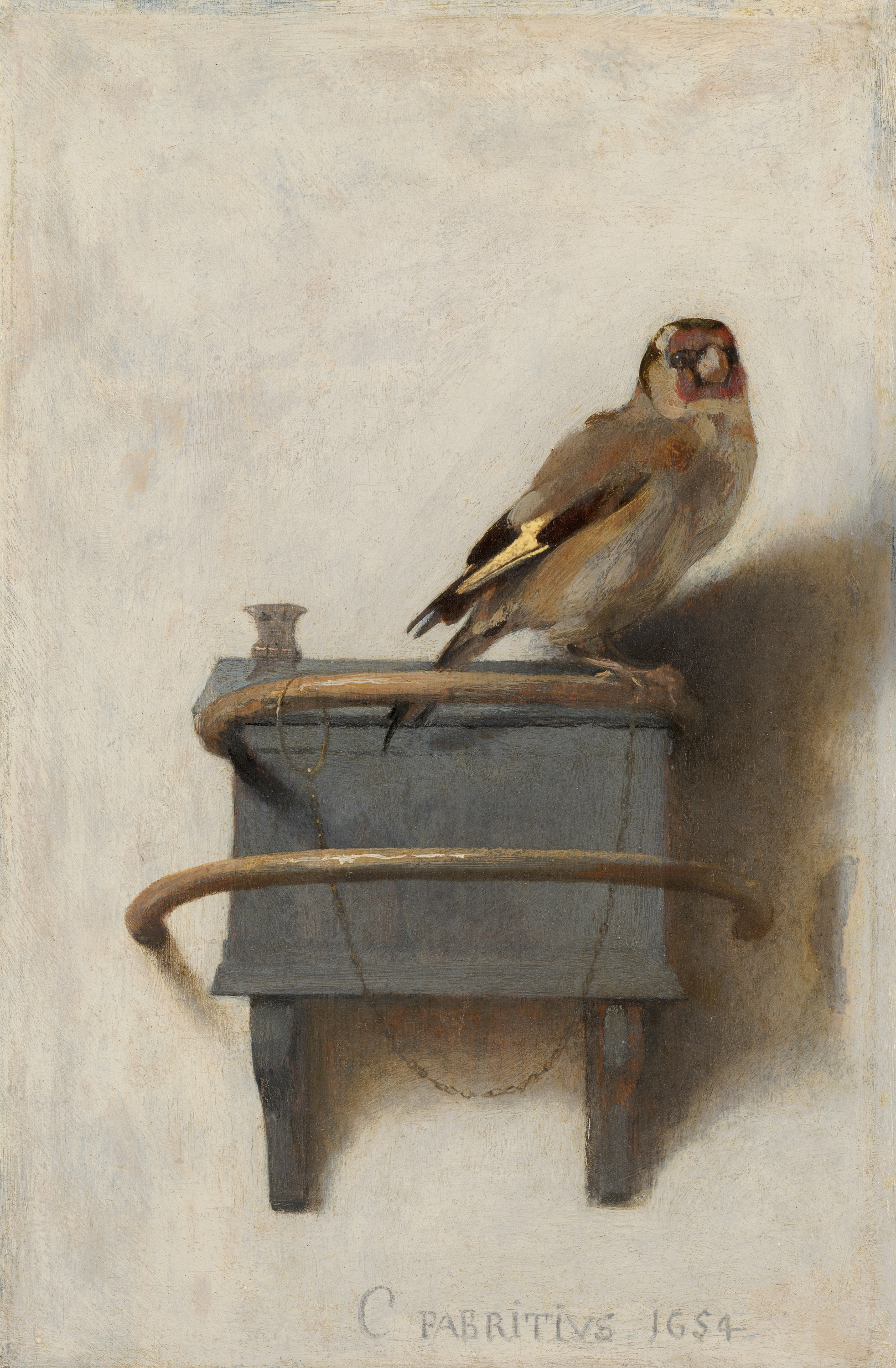
Carel Fabritius, Le Chardonneret (1654).
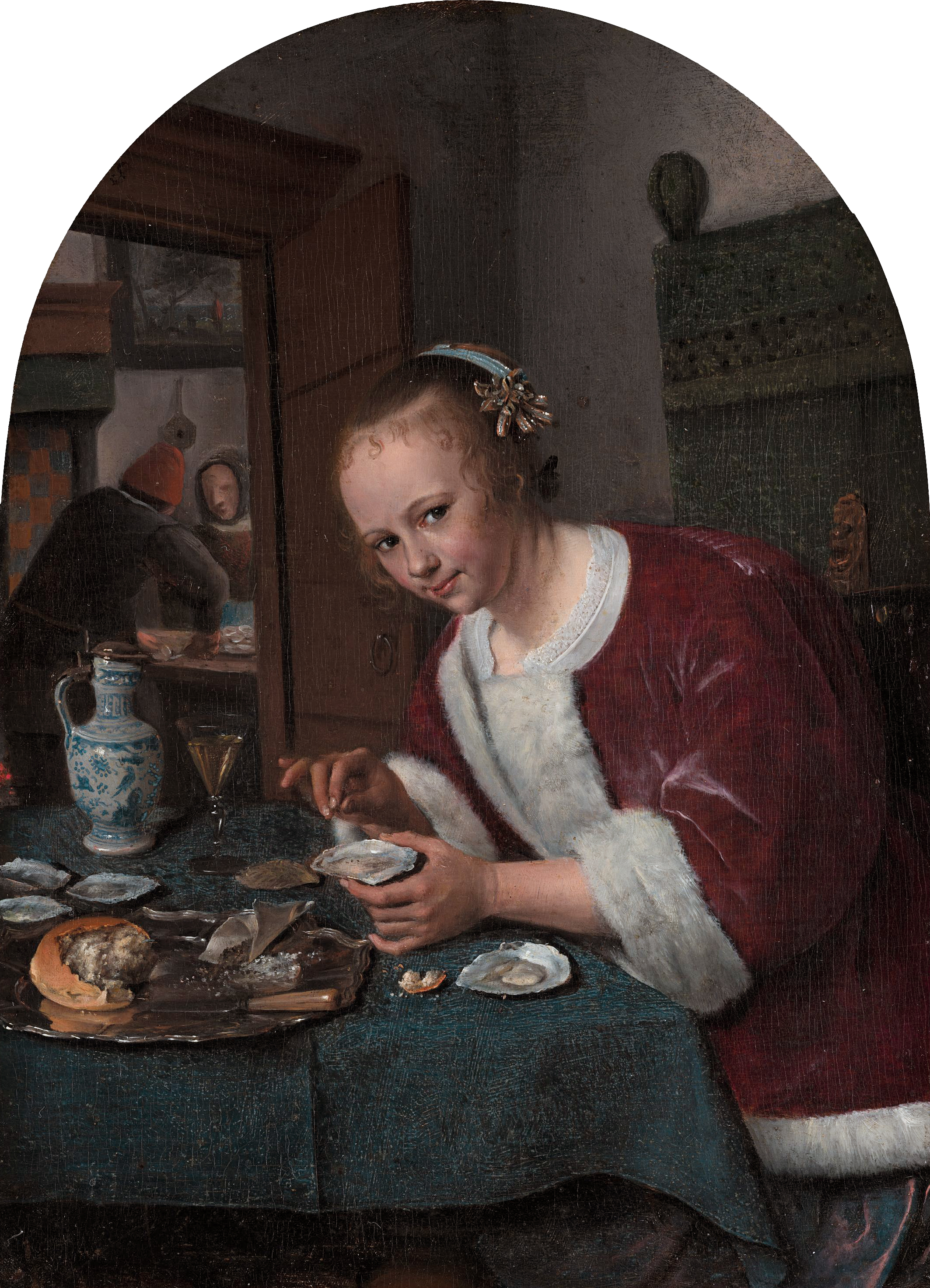
Jan Steen, La Mangeuse d'huîtres (1658-1660).
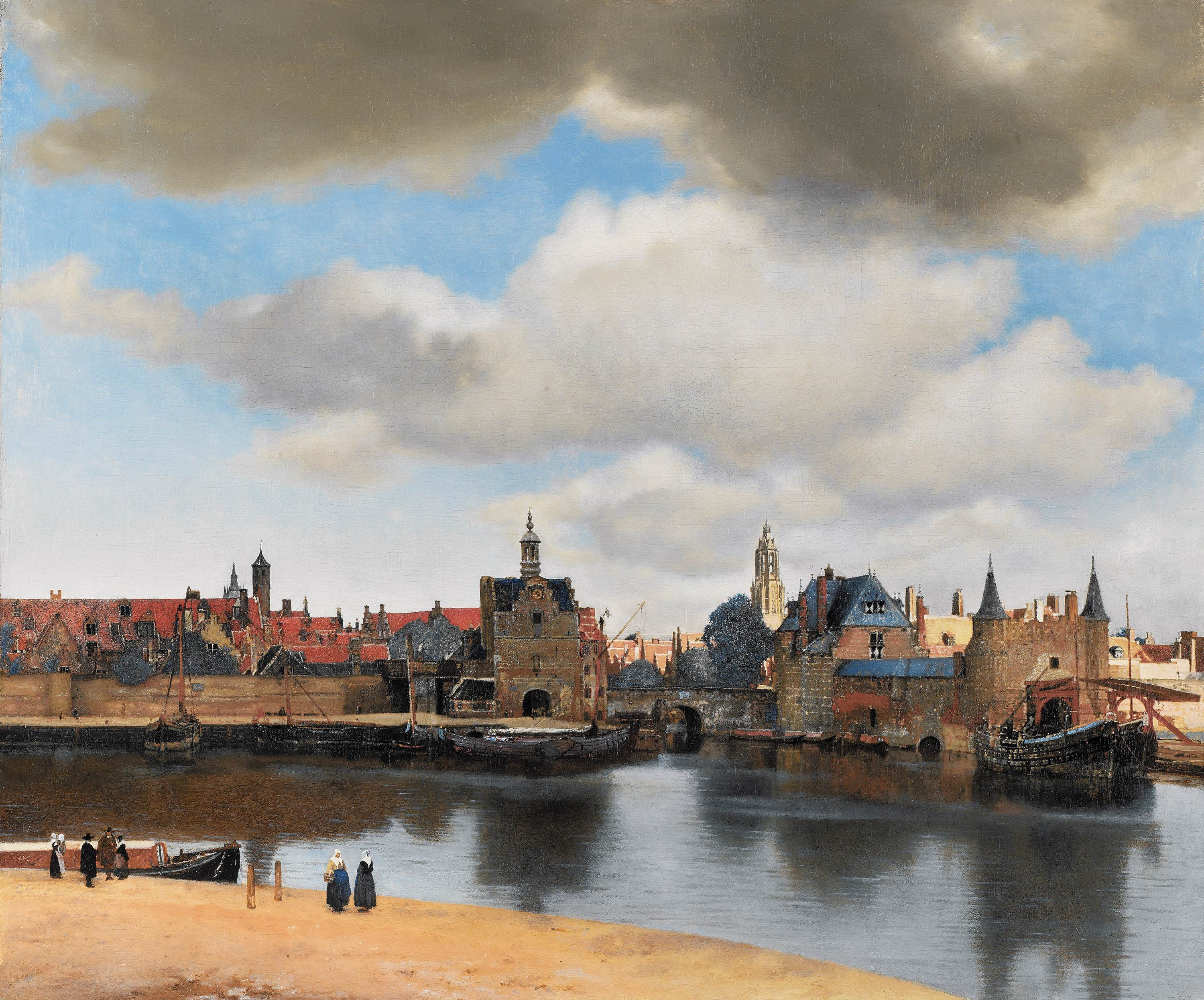
Johannes Vermeer, Vue de Delft (v. 1661).
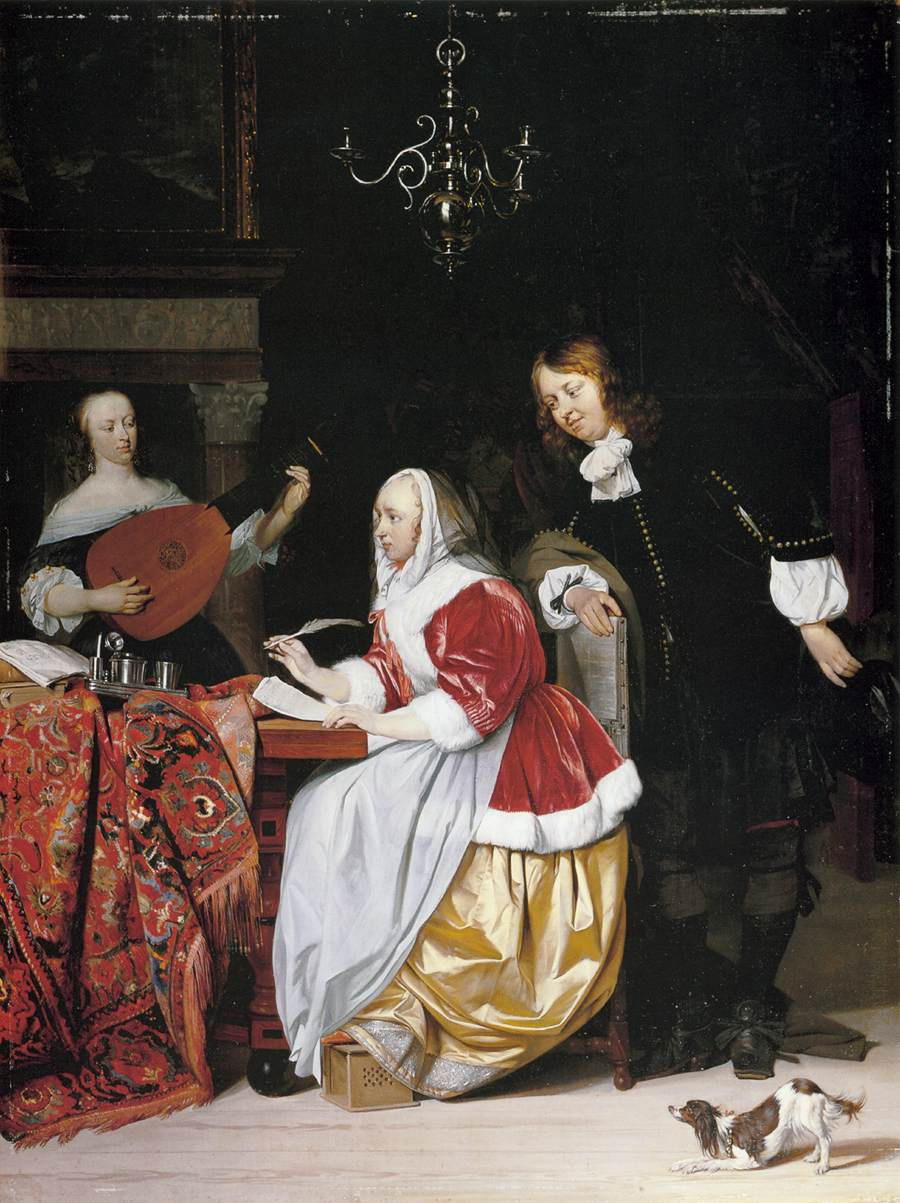
Gabriel Metsu, Jeune femme composant de la musique (v. 1662-1663).
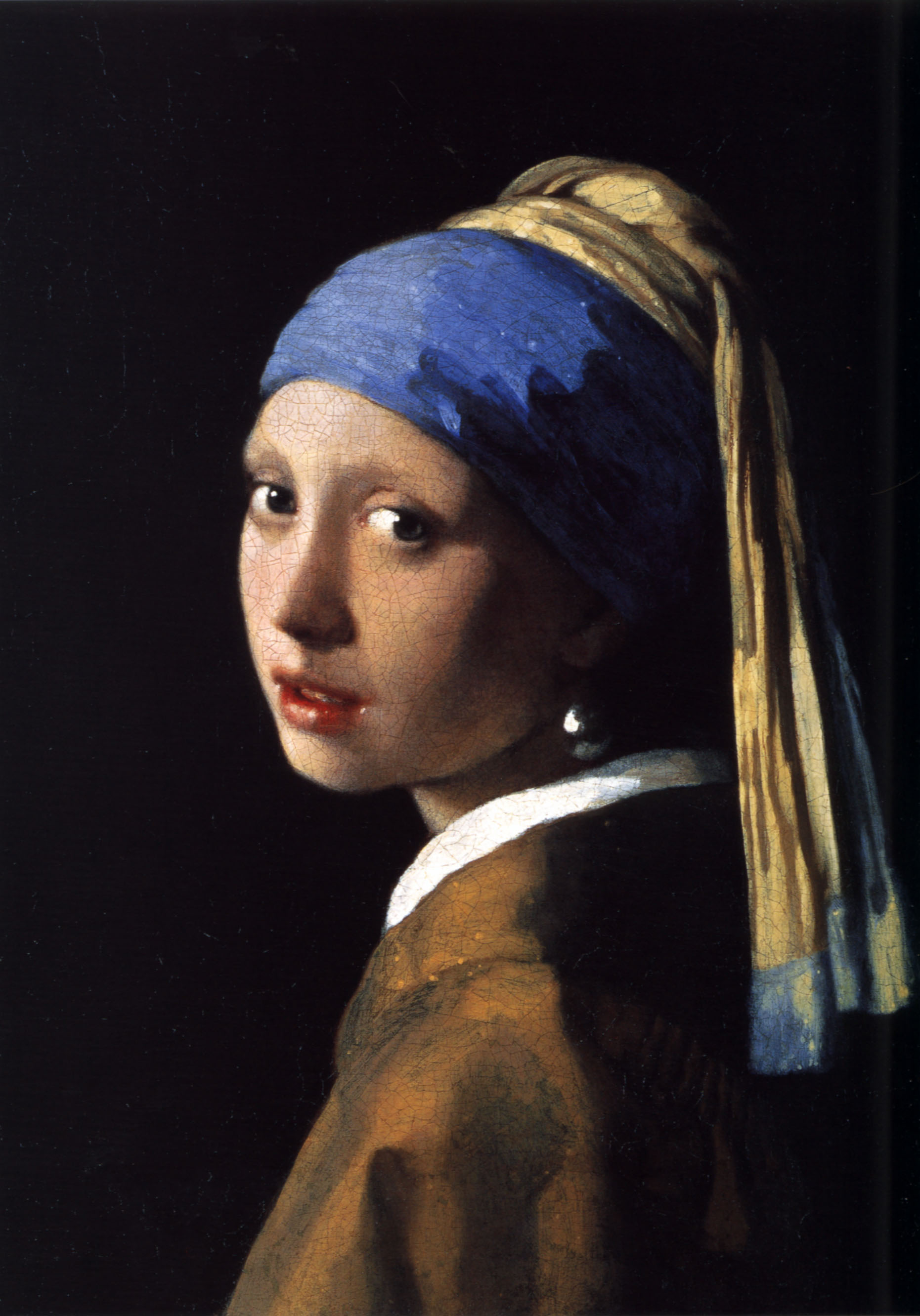
Johannes Vermeer, La Jeune Fille à la perle (v. 1665).
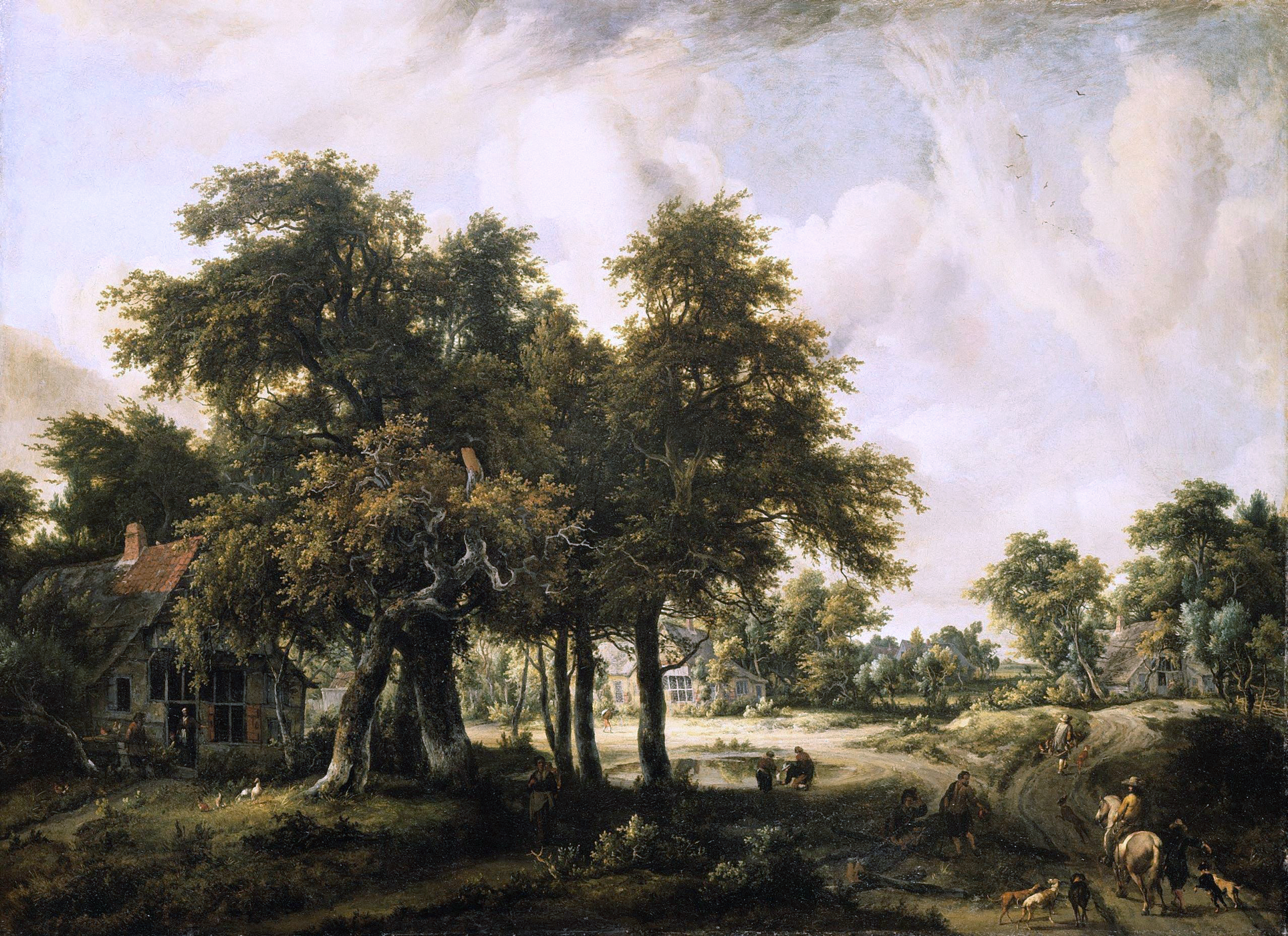
Meindert Hobbema, Paysage forestier aux maisons de ferme (v. 1665).
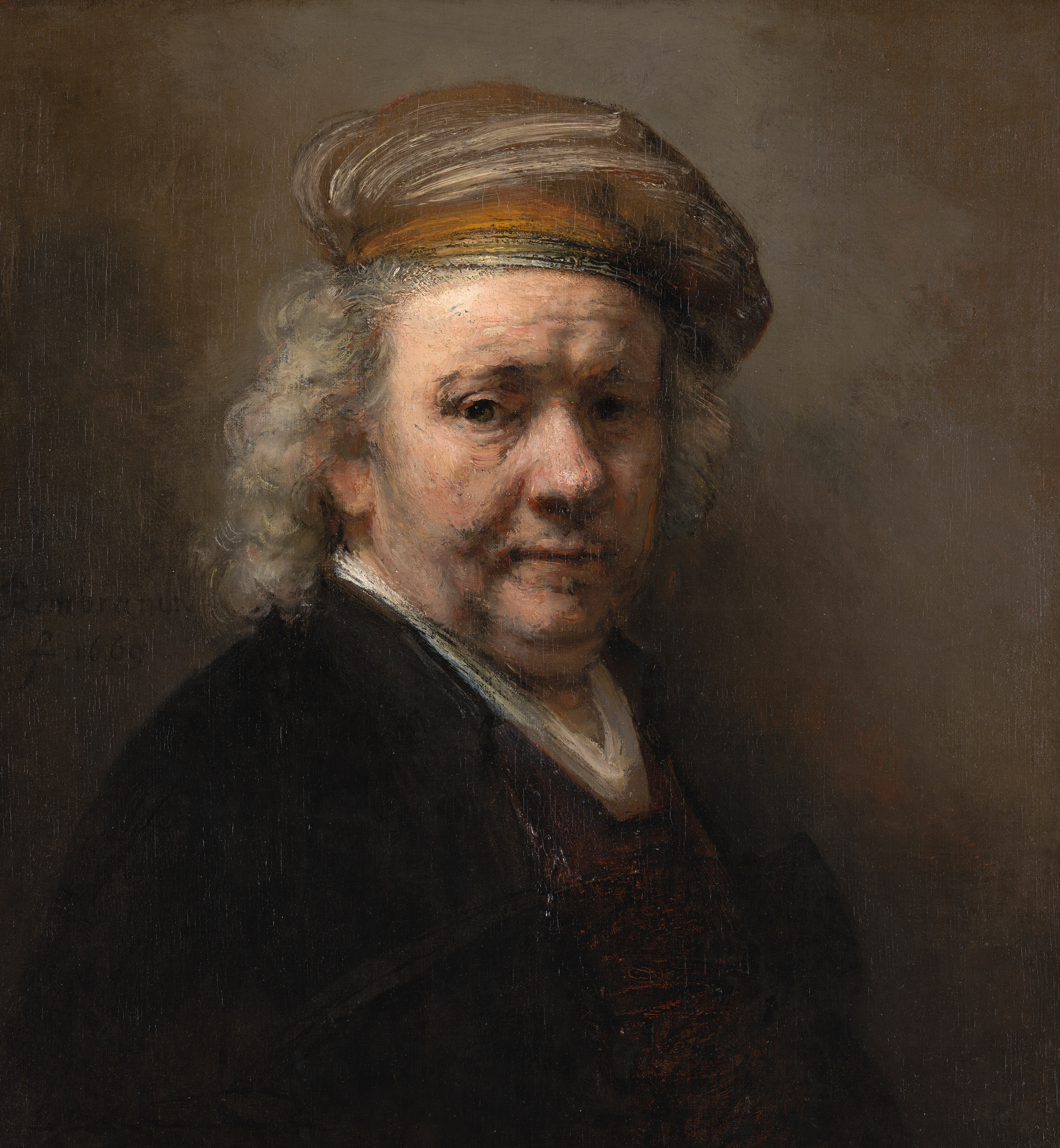
Rembrandt, Autoportrait (1669).
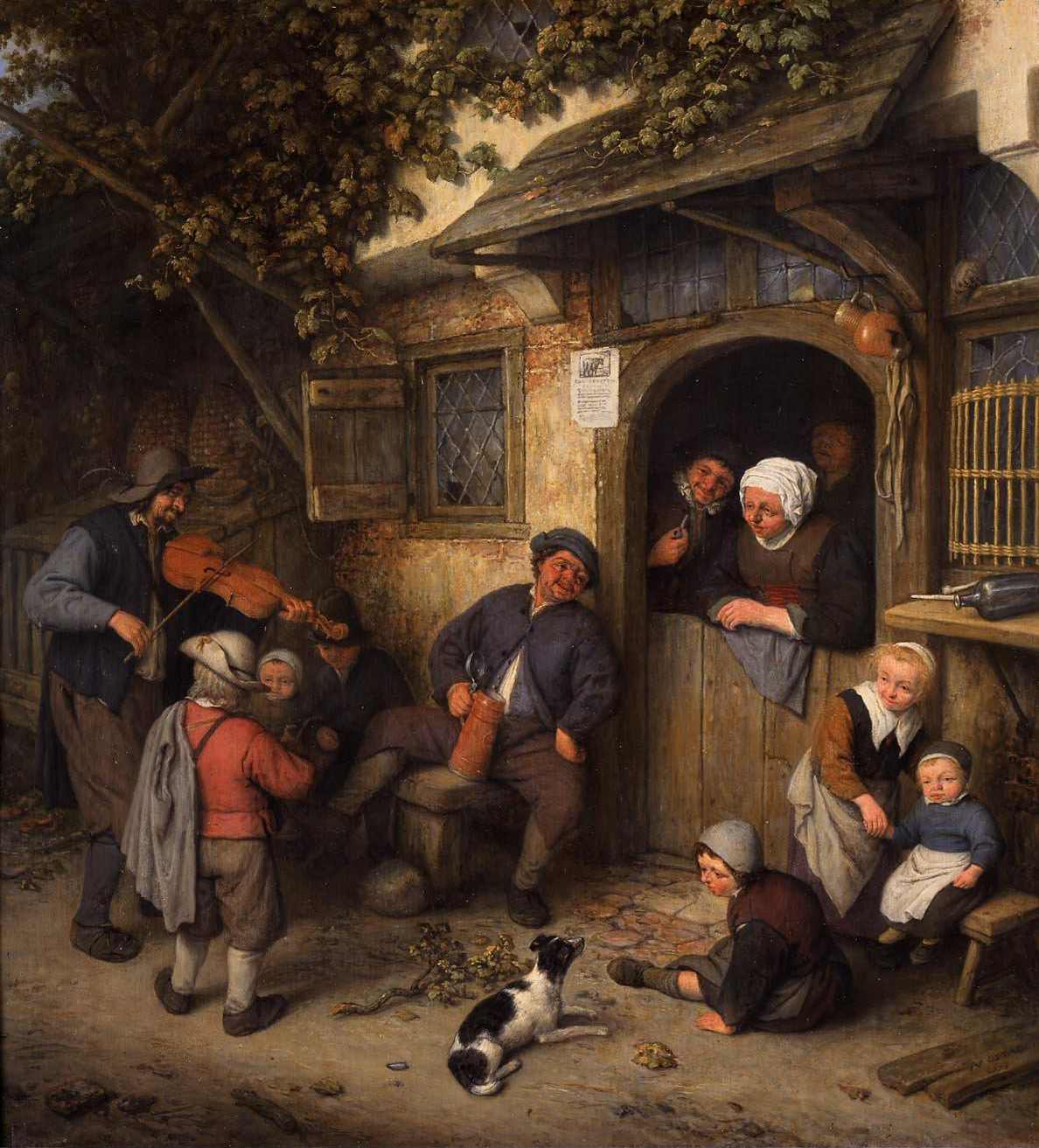
Adriaen van Ostade, Le Violoniste (1673).
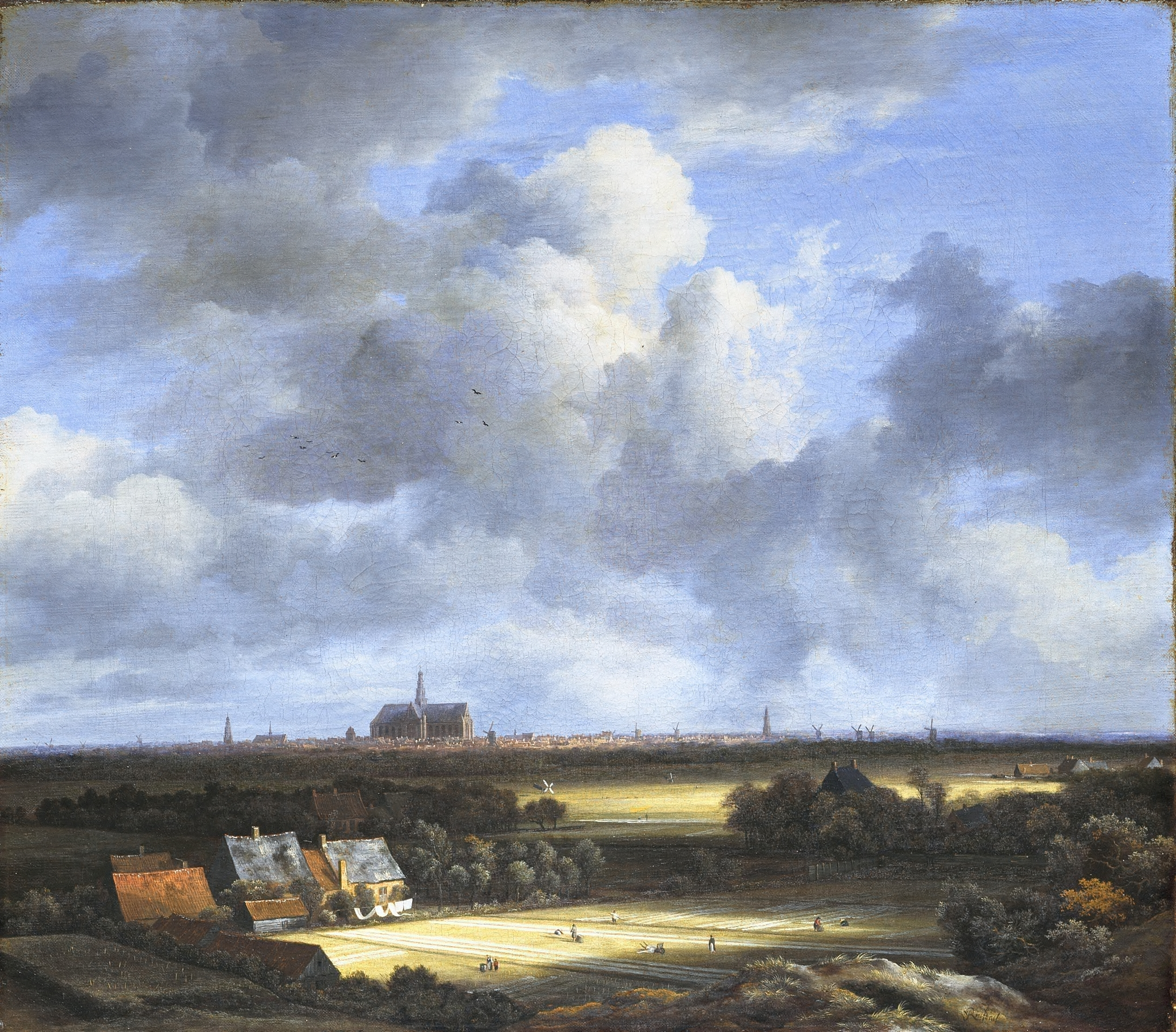
Jacob van Ruisdael, Vue de Haarlem depuis les champs (v. 1670-1675).

## Polémique sur le passé colonial du prince Maurice

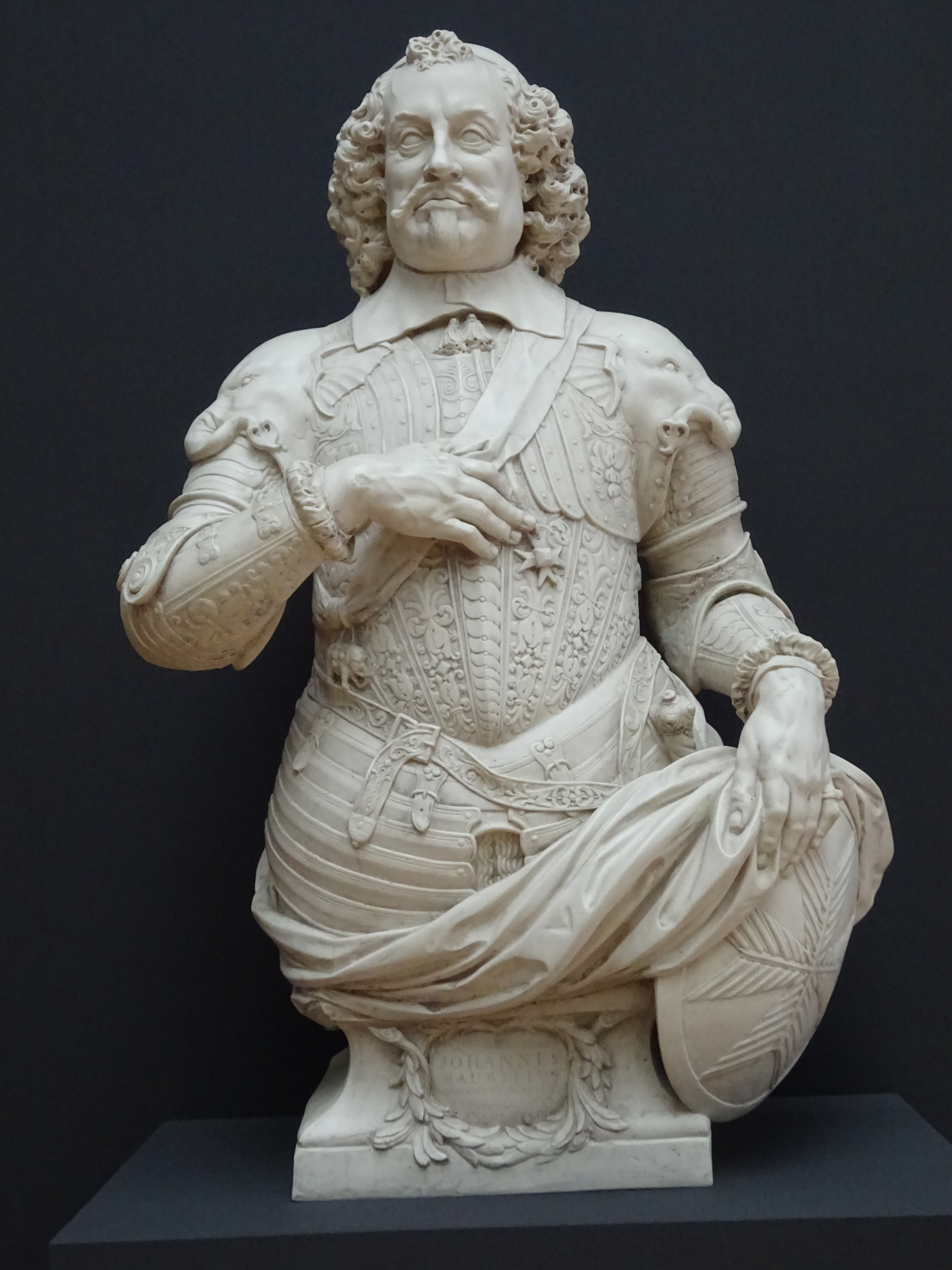
Bartholomeus Eggers, Buste de Jean-Maurice, Museum Kurhaus Kleve.

En 1664, le prince Jean Maurice commande un buste en marbre de lui-même pour le jardin du Mauritshuis, sa résidence à La Haye. La statue est sculptée par le sculpteur flamand Bartholomeus Eggers. Le prince fait déplacer le buste dans la chambre funéraire de Siegen qu'il a lui-même fait construire en 1670.
En 1986, une copie de la statue en plastique est placée à l'intérieur du Mauritshuis. Le buste est retiré du Mauritshuis en 2017 en raison de la controverse sur l'histoire coloniale des Pays-Bas et le rôle du prince Jean Maurice dans la commerce des esclaves. Le musée Mauritshuis a nié que le retrait ait quelque chose à voir avec la controverse et a déclaré que la décision avait été prise au motif que l'objet était uniquement une copie en plastique et que le musée n'était pas en mesure d'offrir le contexte historique nécessaire dans le foyer du Mauritshuis où il était exposé. Le musée a depuis créé une page Web dédiée à l'explication du rôle du prince dans la création du bâtiment et de la collection du musée, et de la vision actuelle du prince par le musée. Les déclarations sur la page soulignent le rôle clé joué par le prince dans la traite des esclaves au Brésil et la manière dont son immense richesse provenait probablement (dans certains cas même en violation des règles alors en vigueur) de son implication dans le commerce des esclaves.

## Administration

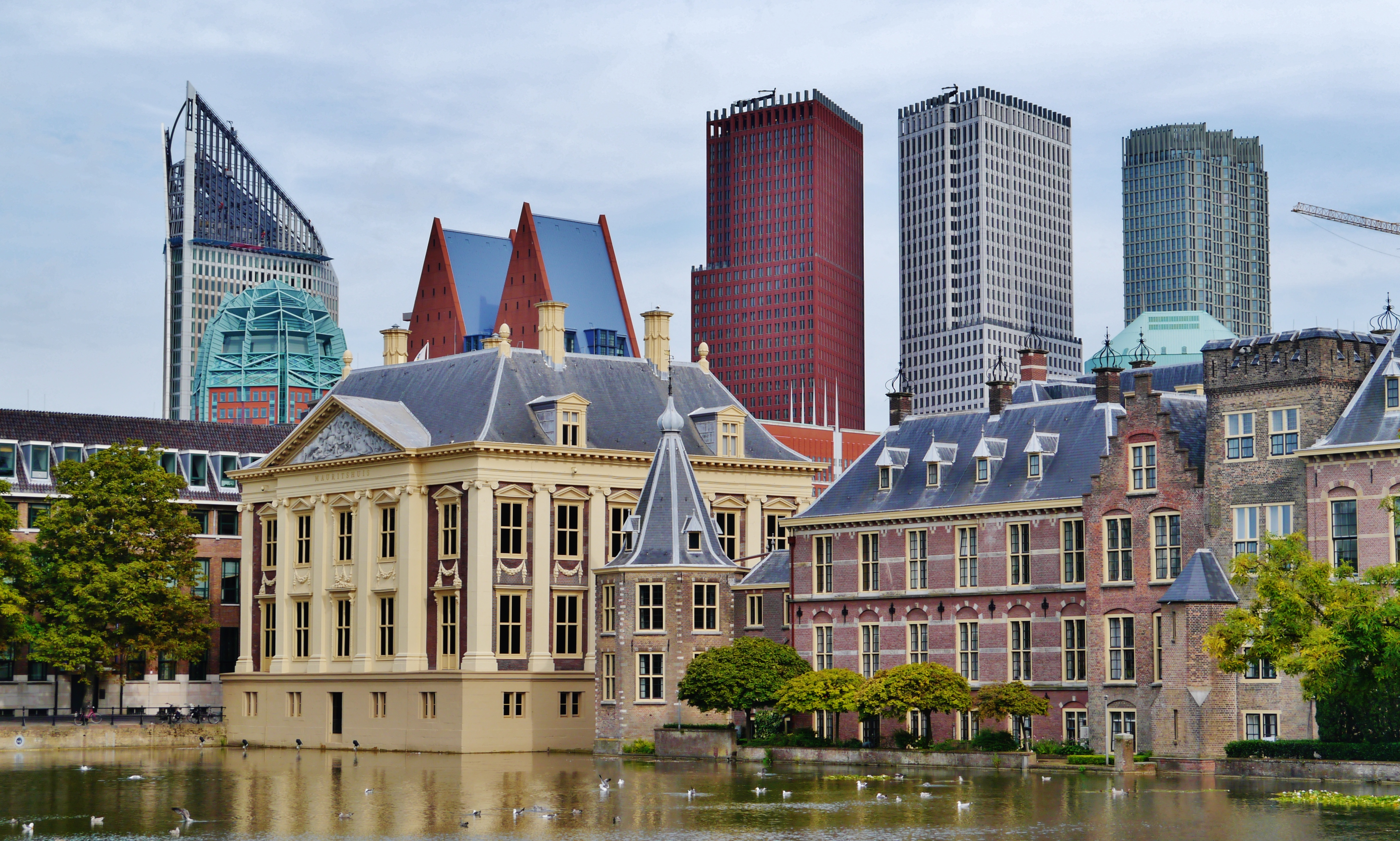
Vue du Mauritshuis à côté du Torentje.

Le Mauritshuis est un musée d'État jusqu'en 1995, date à laquelle il devient une fondation indépendante. Il continue de recevoir un financement du gouvernement central néerlandais. Pour son budget estimé pour 2024, le gouvernement fournit un peu moins d'un tiers (5 millions d'euros) de son budget total de 16 millions d'euros. La Galerie Prince Guillaume V est également gérée par la fondation.
Le musée emploie environ 91 personnes. Emilie Elise Saskia Gordenker a été directrice du musée de 2008 à 2020 ; Martine Gosselink a pris ses fonctions de directrice générale en février 2020. Victor Moussault a été directeur adjoint de 2007 à 2016, remplacé par Sander Uitdenbogaard en 2017.
Entre 2005 et 2011, le Mauritshuis a accueilli entre 205 000 et 262 000 visiteurs par an. En 2011, le musée était le 13e musée le plus visité des Pays-Bas. En 2012, lorsque le musée a fermé pour rénovation le 1er avril, il a reçu 45 981 visiteurs. Le musée a été fermé toute l'année 2013 et a été rouvert le 27 juin 2014,. Il a fermé pendant trois mois au printemps 2020 en réponse à l'épidémie de Covid.

### Visiteurs
| 2005 | 222,477 (est.) | 2010 | 231,795        | 2015 | 500.476 |  | 2020 | 138.916       |
| 2006 | 244,610 (est.) | 2011 | 261,127        | 2016 | 414.239 |  | 2021 | 113.000 (est) |
| 2007 | 230,000 (est.) | 2012 | 45,981         | 2017 | 417.227 |  | 2022 | 400.000 (est) |
| 2008 | 240,000 (est.) | 2013 | fermé          | 2018 | 416.334 |  | 2023 | 451.000 (est) |
| 2009 | 205,678        | 2014 | 322,000 (est.) | 2019 | 481,667 |  | 2024 | -             |

### Directeurs du musée
- Johan Steenracht de Oostcapelle (1822-1841)
- Jean Zacharie Mazel (1841-1874)
- Jan Karel Jacob le Jeune (1875-1880)
- Simon van den Berg (1880-1889)
- Abraham Bredius (1889-1909)
- Guillaume Martin (1909-1945)
- Jan Gerrit van Gelder (1945-1946)
- Ary Bob de Vries (1946-1970)
- Sturla Jonasson Gudlaugsson (1970-1971)
- Hans Hoetink (1972-1991)
- Frits Duparc (1991-2007)
- Émilie Gordenker (2008-2019)
- Renée Jongejan (par intérim) (1er janvier 2020 - 31 mars 2020)
- Martine Gosselink (depuis le 1er avril 2020 )